# Château de Challain-la-Potherie
Vous lisez un « article de qualité » labellisé en 2019.
Le château de Challain-la-Potherie, situé dans la commune française de Challain-la-Potherie en Maine-et-Loire, a été construit de 1847 à 1854 dans le style néo-gothique alors en vogue parmi l'aristocratie française. Son architecte, René Hodé, a dessiné beaucoup d'autres châteaux du même style en Anjou, mais Challain demeure le plus imposant. Sa taille et son allure lui valent le surnom de « petit Chambord » ou de « Chambord angevin ».
La construction actuelle remplace un château plus ancien, dont l'origine remonte au Moyen Âge. Ancien siège de la seigneurie de Challain, il est passé dans les mains de nombreuses familles au cours de son histoire. Au gré des ventes et des héritages, il a ainsi été la propriété successive de la famille de Châteaubriant et de la famille de Chambes avant d'échoir à des membres de la famille de Nicolas Fouquet, puis à la famille de La Potherie, qui a laissé son nom au château et au village.
Le château construit au XIXe siècle a été commandé par Louise-Ida Le Roy de La Potherie (1806 / 1884), dernière du nom, et son mari François Albert de La Rochefoucauld, comte de Bayers (1799 / 1854). Le choix du style néo-gothique est pour eux un moyen de remettre en valeur la gloire familiale après la Révolution française. C'est également un choix motivé par les goûts de l'époque, le néo-gothique étant alors en vogue parmi l'aristocratie angevine. René Hodé adopte plus précisément le style troubadour, qui vient plaquer un décor néo-médiéval sur une structure fonctionnelle. La structure interne du château et ses dispositions générales suivent en effet les règles architecturales néoclassiques élaborées au XVIIIe siècle.
Malgré sa grandeur et sa place importante dans l'histoire de l'architecture angevine, il subit une certaine dégradation après la mort de ses commanditaires. Il connaît de nombreux propriétaires successifs au cours du XXe siècle, et sert de centre de colonies de vacances pendant une vingtaine d'années. Il est finalement transformé en chambres d'hôtes de luxe en 2002.

## Situation

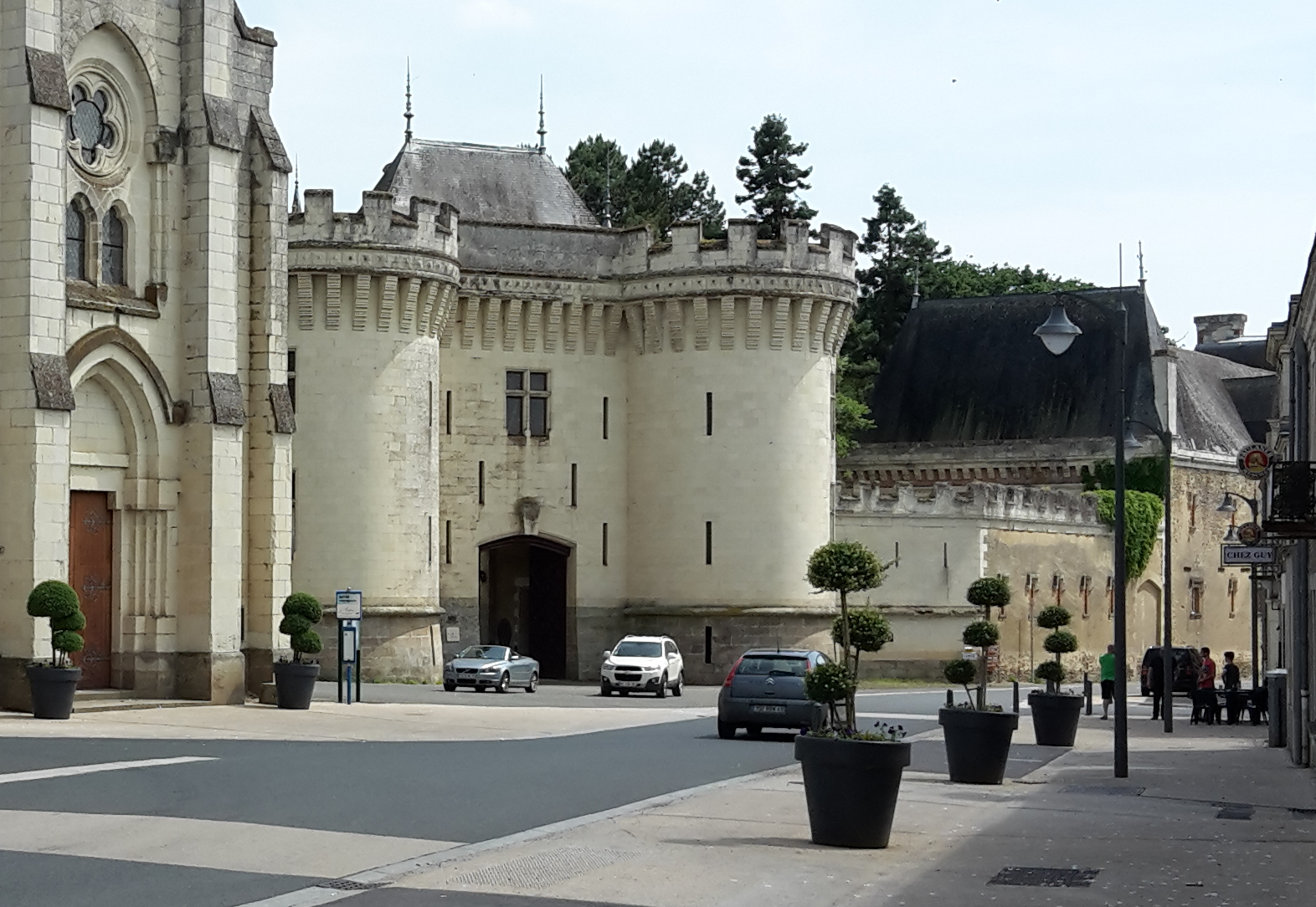
La porterie sur la place de l'église.

Le château de Challain se trouve à Challain-la-Potherie, commune de Maine-et-Loire située sur la limite occidentale du département, près de la Loire-Atlantique. Avant la disparition des provinces de France à la Révolution, Challain se trouvait en Anjou, alors que la commune limitrophe de Vritz, au sud, était en Bretagne[source insuffisante]. Challain-la-Potherie se trouve entre Angers et Châteaubriant, près de la petite ville de Candé.
Le château est construit dans le village de Challain. Il est voisin de l'église paroissiale, et la porterie principale s'ouvre sur la place de l'église. Le domaine occupe un quadrilatère compris entre la rue de l'Étang au nord et la route de Candé à l'ouest. Une partie du domaine se trouve également au dehors de ce quadrilatère. Ainsi, la Basse-Cour et le potager sont situés de l'autre côté de la route de Candé, et l'orangerie est de l'autre côté de la rue de l'Étang. Cette dernière rue offre une vue dégagée sur la façade nord du château, et elle donne un accès au domaine par la tour Monplaisir, qui sert d'entrée secondaire.
Le château occupe une petite terrasse naturelle dominant l'Argos, rivière coulant du nord au sud à travers la propriété. Au nord, grâce à une retenue qui alimentait autrefois un moulin à eau, l'Argos forme un étang. Le domaine du château est également traversé par le ruisseau de Planche Ronde, qui coule d'ouest en est, et dont le confluent avec l'Argos se situe également dans le parc, au sud-est du château. Le ruisseau alimente un second étang à la limite sud du parc.

## Histoire

### Ancien château

#### Apparence

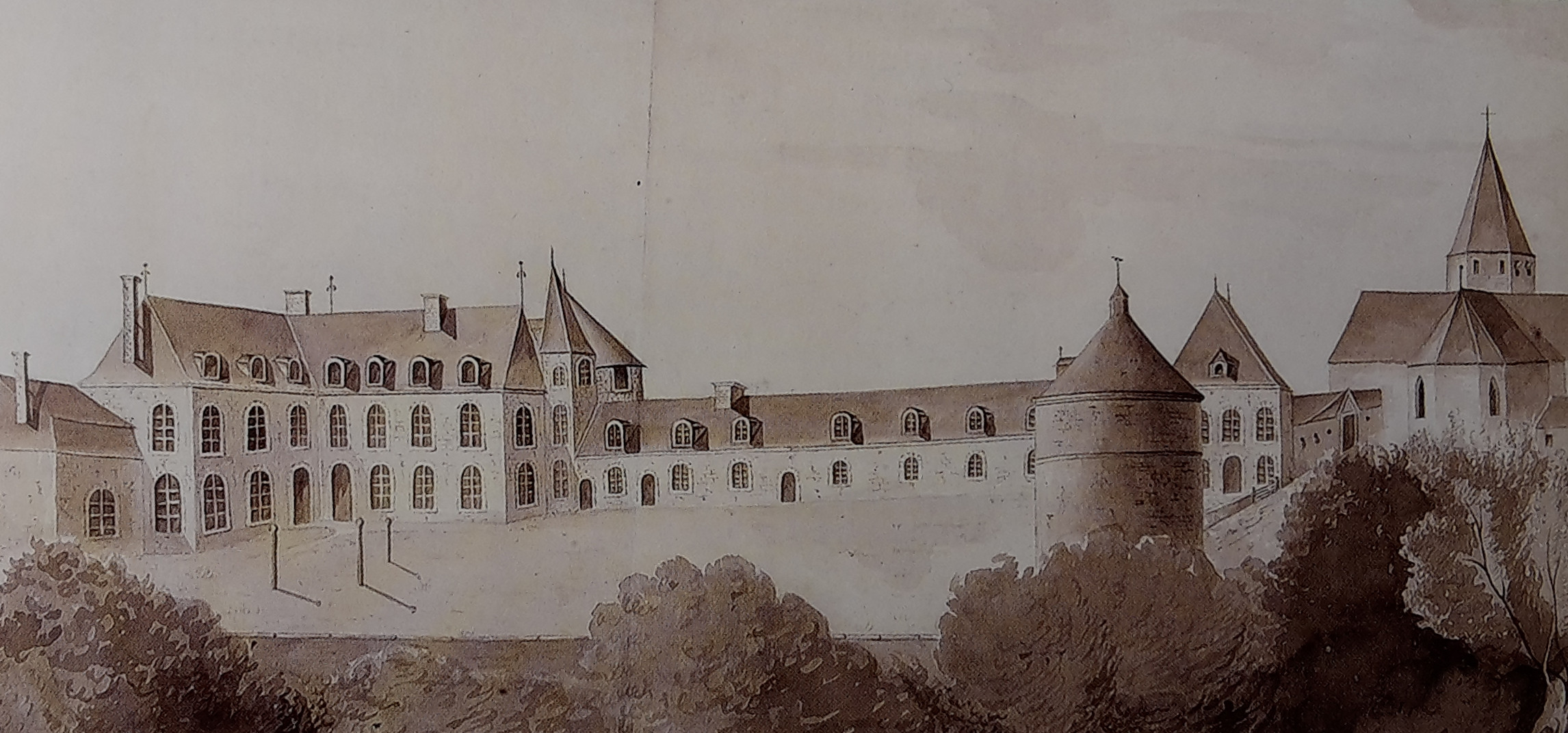
Lavis de 1842 illustrant l'ancien château, par Théodore de Quatrebarbes.

Challain-la-Potherie possède un château depuis le Moyen Âge et l'édifice actuel remplace une construction d'origine médiévale. L'histoire de l'ancien château est très mal connue, et il n'existe qu'une seule illustration de celui-ci, réalisée en 1842 par Théodore de Quatrebarbes. Elle montre un édifice en équerre, sobre et entouré par des bâtiments de service. Le comte René de l'Esperonnière, historien local du XIXe siècle, décrit ce château dans son ouvrage Histoire de la baronnie de Candé, publié en 1894 :

« Cette antique demeure, d’aspect uniforme, élevée d’un étage sur rez-de-chaussée, avec mansardes, était précédée, vers le nord, d’une cour verte encadrée par les bâtiments de services ; l’ensemble était entouré de douves sur trois côtés ; la partie de l’ouest, en bordure de la route de Candé, était bornée par une allée de tilleuls près de laquelle s’élevait un labyrinthe, motte antique de cinq à six mètres de hauteur, qui fut rasée vers 1840. A l’angle nord-est des douves, les anciens seigneurs avaient bâti une tour, transformée en fuie au commencement du XIXe siècle et qui servait d’abri à deux ou trois cents pigeons ; elle fut démolie vers 1835. Une autre tour, plus importante, défendait l’angle nord-ouest ; c’était jadis la prison. On la détruisit en 1827. »

#### Propriétaires successifs

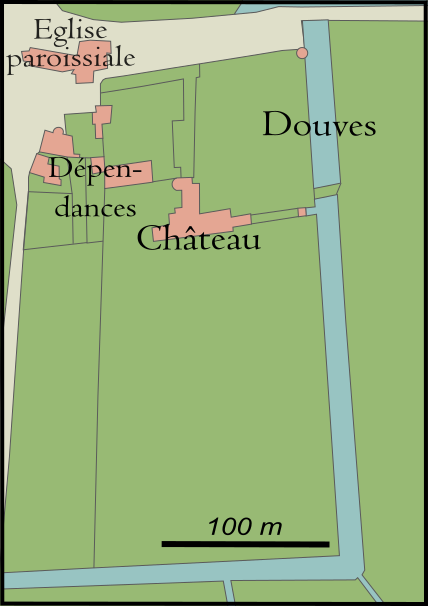
L'ancien château d'après le plan cadastral de 1832.

Le château est le siège de la seigneurie de Challain, et son existence remonte au moins au XIe siècle. Le premier seigneur de Challain pourrait être Hilduinus de Calein, mentionné en tant que témoin vers 1050 dans une charte. Vers 1120, des descendants probables de Hilduinus, appelés Rainaud, Warin et Haï de Challain, apparaissent à leur tour dans le cartulaire de l'abbaye Saint-Nicolas d'Angers. Ensuite, aucun seigneur de Challain n'est mentionné avant le début du XIIIe siècle. Le village appartient alors à Guillaume de Thouars, seigneur de Candé et du Lion-d'Angers. Ses descendants font partie de la famille de Châteaubriant, qui possède Challain pendant deux cents ans.
En 1284, à la suite d'un partage d'héritage, Challain devient la propriété d'une branche cadette des Châteaubriant. Celle-ci garde le village et son château jusqu'à son extinction vers 1522, lorsque meurt Marie de Châteaubriant. Elle s'était mariée à Jean III de Chambes, seigneur de Montsoreau, fils de Jean II de Chambes bâtisseur du Château de Montsoreau et premier conseiller de Charles VII. Leur fils, Philippe de Chambes, et leur petit-fils, Jean IV, veulent chacun vendre Challain et le dernier le cède définitivement en 1574. Le nouveau propriétaire, Antoine d'Espinay, avait été page d'Henri II. Il réside à Saint-Michel-du-Bois et laisse le château de Challain à un intendant. Sa veuve vend la propriété à Christophe Fouquet en 1599. Président du Parlement de Bretagne, Fouquet réside surtout à Rennes, mais se rend aussi parfois à Challain et souhaite reconstruire le château, mentionné comme étant vétuste. Il abandonne ce projet pour fonder un couvent de Carmes à Challain. Son petit-fils, également appelé Christophe, est fait vicomte de Challain en 1650 et la châtellenie devient comté sept ans plus tard.
En 1747, les héritiers Fouquet vendent Challain et son château à Urbain Le Roy, seigneur de La Bourgonnière. Le titre de comte de Challain, éteint avec les derniers Fouquet en 1722, est relevé en 1749 sous l'appellation « comte de La Potherie ». Le petit-fils d'Urbain, Louis Le Roy de La Potherie, émigre pendant la Révolution, revient en France en 1801 puis participe à la vie militaire et politique de la Restauration. Il est ainsi maréchal et député. Son seul fils, Charles, est tué en duel en 1825. À sa mort en 1847, ses possessions vont donc à sa fille, Louise-Ida, née en 1808.
Louise-Ida Le Roy de La Potherie épouse en 1826 François Albert de La Rochefoucauld comte de Bayers, membre d'une branche cadette de la maison de La Rochefoucauld. Cette branche, issue d'une des plus vieilles familles de la noblesse française, a notamment donné un comte-évêque de Beauvais, un évêque de Saintes, un pair de France et un député aux États généraux de 1789. Ce mariage associe le grand nom et la fortune des La Rochefoucauld à la fortune tout aussi importante des La Potherie. Le comte s'installe à Challain dont il devient maire. Il occupe aussi un mandat de conseiller général de Maine-et-Loire.

### Nouveau château

#### Contexte de la construction

Armoiries associées des La Rochefoucauld et des La Potherie, utilisées par le comte et la comtesse de La Rochefoucauld-Bayers.

Beaucoup de nobles de l'Ouest français, y compris les Le Roy de La Potherie et les La Rochefoucauld, n'ont pas été dépossédés de leurs propriétés à la Révolution. Après cette période troublée, les aristocrates angevins rentrent de leur exil en Angleterre et entendent copier les aristocrates anglais, qui possèdent de vastes estates comprenant un château et un ensemble immense de terres agricoles. Le Maine-et-Loire voit alors apparaître de nouveaux domaines, dont Challain fait partie. Le comte de La Potherie réorganise ses terres et retrace les limites de sa propriété pour former un ensemble compact autour du château, afin qu'elle soit plus rentable. Il peine néanmoins à rivaliser avec les grands estates anglais et il ne parvient à réunir que 596 hectares à force d'achats et d'échanges. Le comte échoue également à créer un ensemble d'un seul tenant, car il ne parvient pas à négocier le repoussement des voies de communication du village de Challain. Les routes continuent donc de traverser le domaine.
Les émigrés vivent peu sur leurs terres, car la Restauration des Bourbons leur redonne leur place au sommet de la hiérarchie sociale. Ils ont accès à des charges publiques et se contentent de mœurs assez simples, leur noblesse les élevant automatiquement au-dessus du reste de la population. Ils peinent également à se sentir chez eux sur leurs terres, car ils manquent d'assurance pour retrouver leur rôle seigneurial et ils se heurtent aux servitudes de l'Ancien régime perpétrées par les paysans, qui s'autorisent encore des droits de passage, de glânage ou de pacage sur les terres. De même, le comte de La Potherie ne jouit pas d'une grande ancienneté dans sa propriété, étant donné que la famille ne l'a achetée qu'au XVIIIe siècle. Au contraire, la génération suivante, celle du comte et de la comtesse de la Rochefoucald-Bayers, montre un intérêt accru pour la propriété terrienne. Cette génération arrive aux affaires après la Révolution de juillet qui met fin à la Restauration des Bourbons et place sur le trône un roi plus libéral, Louis-Philippe. Elle a perdu de nombreux privilèges sociaux avec la révolution, et elle tente de conserver sa place dans la hiérarchie sociale en revenant à la campagne. Là, l'industrialisation n'a pas encore enrichi une bourgeoisie concurrente et elle peut encore bénéficier d'une influence publique. Par ailleurs, les faillites bancaires ou industrielles qui ont lieu vers 1840 montrent que l'agriculture demeure une source de revenus stables et sûre. De nombreux aristocrates angevins s'intéressent, alors à l'agronomie et développent l'élevage en améliorant les races.

#### Genèse
Les aristocrates de 1840 ont connu le confort des hôtels parisiens et, lorsqu'ils décident de passer plus de temps sur leurs terres, ils ne se satisfont pas des vieilles demeures campagnardes de leurs ancêtres. Ils les font donc remplacer par de nouveaux châteaux. La tendance à la reconstruction des châteaux angevins commence dans les années 1830 et devient un phénomène incontournable dans les années 1840. Le style le plus recherché est le néo-gothique, né en Angleterre au XVIIIe siècle. Il est apparu en Anjou vers 1835 et sa popularité parmi l'aristocratie locale peut s'expliquer par une volonté de retour aux idéaux de l'Ancien Régime : féodalité, religion, continuité avec le passé. Il peut également être perçu comme un acte réactionnaire face à l'architecture néo-classique alors prépondérante et associée aux idées esthétiques et culturelles des Lumières et de la Révolution.
Guy Massin-Le Goff, conservateur des antiquités et objets d’arts de Maine-et-Loire et spécialiste du néo-gothique angevin, réfute cependant cette explication, et explique que la popularité du style provient d'un simple engouement familial. En effet, la plupart des châteaux de ce style en Anjou appartiennent à des familles entretenant des liens de parenté. Le premier château angevin véritablement reconstruit dans un style néo-gothique est celui d'Angrie, situé à une dizaine de kilomètres de Challain. Il est la propriété des Lostanges, et Madame de Lostanges est cousine de Louise-Ida de La Rochefoucauld-Bayers, ainsi que du peintre et collectionneur Lancelot Théodore Turpin de Crissé. Ce dernier, habitué des salons parisiens, est un amateur d'architecture ancienne et un ami proche de l'architecte Louis Visconti. Il encourage les Lostanges à solliciter des plans d'un nouveau château à ce dernier, connu pour avoir dessiné le tombeau de Napoléon. Finalement, à cause de l'éloignement d'Angrie, Visconti laisse l'exécution de son projet à René Hodé, architecte local dont les Lostanges ont en partie financé les études. Le nouveau château est achevé en 1847,. Théodore de Quatrebarbes, lui aussi cousin de Louise-Ida, et de Madame de Lostanges, fait à son tour reconstruire son château de Chanzeaux par René Hodé. Il est également achevé en 1847. Quatrebarbe est un amateur notoire du Moyen Âge, et notamment du règne du roi René et du XVe siècle, et son renom en tant qu'amateur d'art achève sans doute de donner ses lettres de noblesse au néo-gothique en Anjou.
Le vieux château de Challain est encore en bon état, et il est suffisamment vaste pour héberger une famille entière. Plutôt qu'une nécessité, la construction du nouveau château peut donc davantage être perçue comme une occupation de gens fortunés ou une façon de pérenniser la gloire familiale. Le projet montre aussi une volonté de compétition évidente avec les parents Lostanges et Quatrebarbe. Les époux La Rochefoucauld-Bayers commandent quelques plans à l'architecte Châtelain dès 1835, mais ceux-ci restent sans suite. Ils sollicitent d'autres architectes, dont Visconti, en 1846. Leurs exigences concernent peu encore l'apparence extérieure, et ils s'attardent surtout sur la disposition intérieure, qui doit être classique. Visconti leur propose un logis rectangle à quatre tours d'angle, dans un style Renaissance. Le couple n'est pas convaincu, et demande rapidement un décor extérieur néo-gothique, inspiré par les nouveaux châteaux d'Angrie et de Chanzeaux. Visconti, retenu à Paris, ne peut pas se rendre en Anjou, et c'est encore une fois René Hodé qui dessine les plans définitifs. Il reprend la structure proposée par Visconti, mais imagine un château sur le modèle de ses deux réalisations précédentes, en plus grandiose.

#### Construction

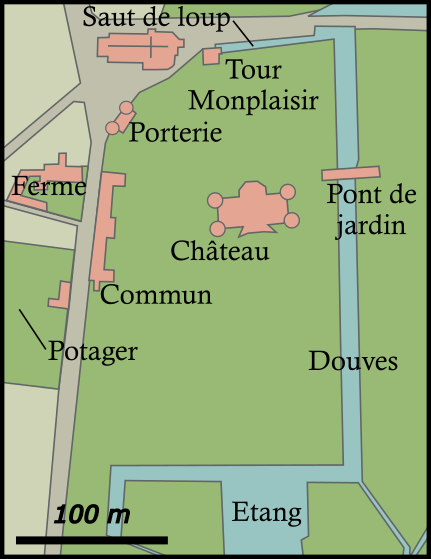
Plan du nouveau château et de ses dépendances.

La construction du nouveau château commence dès 1847 ; elle est remarquable pour sa rapidité et pour le nombre d'ouvriers employés sur le site, plus de 700 personnes. L'édifice est élevé à quelques mètres de l'ancien château, conservé pendant la durée des travaux. Ceux-ci sont brièvement interrompus par la Révolution de 1848, et le chantier est abandonné sous une couverture de protection pendant quelques semaines. Le comte de La Rochefoucauld-Bayers souhaite cependant reprendre les travaux rapidement, par humanité pour les ouvriers et par loyauté pour les entrepreneurs. L'extérieur est achevé en 1851, et les intérieurs sont terminés en 1854. Les plans de René Hodé n'ont pas été altérés et ils ont été menés à bien jusqu'à leur achèvement total. La construction du château a coûté 280 000 francs.
Le comte meurt en janvier 1854 dans le vieux château, alors que les travaux s'achèvent. Il laisse sa veuve et deux enfants, Henri, vingt-six ans, et Marie, dix ans. La comtesse poursuit néanmoins le projet, et fait démolir le vieux château, puis effectue des aménagements intérieurs entre 1855 et 1858. Elle se consacre ensuite au reste du domaine. Le parc est dessiné en 1860, les communs sont achevés en 1859-1860, le mur d'enceinte nord, l'orangerie et les serres en 1866, la tour de Monplaisir en 1875, et la porterie d'entrée en 1882. D'autres éléments décoratifs ou de loisirs sont installés par la suite, comme un embarcadère sur l'étang et des ruines artificielles.

Armoiries apposées par les Courtès sur le château.

Louise-Ida consacre trente-six ans de sa vie à Challain, mais elle y vit peu, partageant sa vie entre le château de Soucelles près d'Angers, qu'elle préfère, et sa résidence parisienne. Lorsqu'elle est à Challain, elle semble y vivre seule avec ses domestiques, dans le deuil de son époux et de sa fille Marie morte en 1868. Le château, imaginé pour les fêtes et les réceptions, et pour magnifier la vie familiale des La Rochefoucauld-Bayer, n'a vraisemblablement jamais accueilli d'évènement d'ampleur à cette époque, et les nombreuses chambres réservées aux invités n'ont probablement jamais servi. Louise-Ida est morte en 1884 à Soucelles, laissant la propriété à son fils, Henri de La Rochefoucauld-Bayers.

#### Propriétaires successifs
Henri de La Rochefoucauld-Bayers, qui semble apprécier peu Challain, meurt sans descendance en 1893. Après lui, le château a connu de nombreux propriétaires et de multiples ventes et rachats. Le légataire d'Henri, le vicomte de Rochebouët, ne souhaite pas conserver cette propriété démesurée, et il vend le château au marquis Albert Courtès en 1894. Ce dernier, marquis romain prétendant descendre d'Hernán Cortés, est lieutenant d'artillerie puis général. Jusqu'en 1907, il ne réside qu'épisodiquement à Challain, avec sa femme, mais le couple redonne du faste au château. Les époux Courtès respectent la décoration laissée par les propriétaires précédents mais ajoutent leurs propres éléments, apposant par exemple leurs armoiries au-dessus de l'entrée et dans le vestibule. Le marquis meurt en 1931 et ses propriétés reviennent à sa veuve et à ses deux filles adoptives. Le château échoit à sa femme, puis à la fille aînée, la marquise Jeanne Brunet de Simiane. Cette dernière décède en 1944 et son fils unique refuse la succession.
Le château de Challain est acheté en 1948 par la ville de Choisy-le-Roi en Île-de-France. La municipalité y installe ses colonies de vacances et deux cents enfants y partent chaque été. Les colonies s'arrêtent cependant en 1970 et le château est revendu en 1978. Le nouvel acquéreur, un industriel de Saint-Leu-la-Forêt, est président de la Fédération internationale d'Ésotérisme et de Naturopathie et il y installe un club, baptisé « Ondes vives ». Le château est ensuite acquis en 1989 par la Société européenne de gestion immobilière (SEGI) apparentée à l'Église de l'Unification, dite « secte Moon »,. Cette société agrandit le domaine et projette d'en faire un hôtel et un golf.
Le projet est cependant abandonné et une société immobilière reprend le château en 1996. Il est alors estimé à environ dix millions de francs, soit près de deux millions d'euros de 2016. La propriété connaît plusieurs autres acquéreurs avant d'être achetée par la famille Nicholson en 2002. Celle-ci est originaire du New Jersey aux États-Unis, où elle possède une entreprise de construction. Après neuf mois de travaux, les premières chambres d'hôtes sont ouvertes. Depuis lors, le château sert de chambres d'hôtes haut de gamme. L'établissement est spécialisé dans l'organisation de mariages et possède une clientèle internationale. Une vingtaine de cérémonies y sont organisées chaque année.
Le château a été inscrit au titre des monuments historiques en deux fois. D'abord, par l'arrêté du 30 juillet 1980, ont été référencées les façades et toitures, ainsi que plusieurs pièces, dont le hall, la chapelle, le grand salon et la bibliothèque. Ensuite, un nouvel arrêté du 15 mars 2004 a inscrit la totalité du sous-sol et du rez-de-chaussée ainsi que le parc et ses éléments : les façades et toitures des communs, de la porterie, de la tour de Monplaisir et de la ferme de la Basse-Cour, et la glacière, les ruines artificielles, les logements de jardiniers, le clos du potager, la douve en eau et le mur de clôture. Par arrêté du 4 juillet 2019, ce sont certains éléments de l'orangerie qui ont été classés : façades et toitures, la serre en totalité, les deux vases d'ornement, le sol d'assise des bâtiments, avec les murs de clôture, le souterrain et les bornes marquant le saut-de-loup, l'étang et ses rives.

## Architecture

### Extérieurs

#### Architecture extérieure

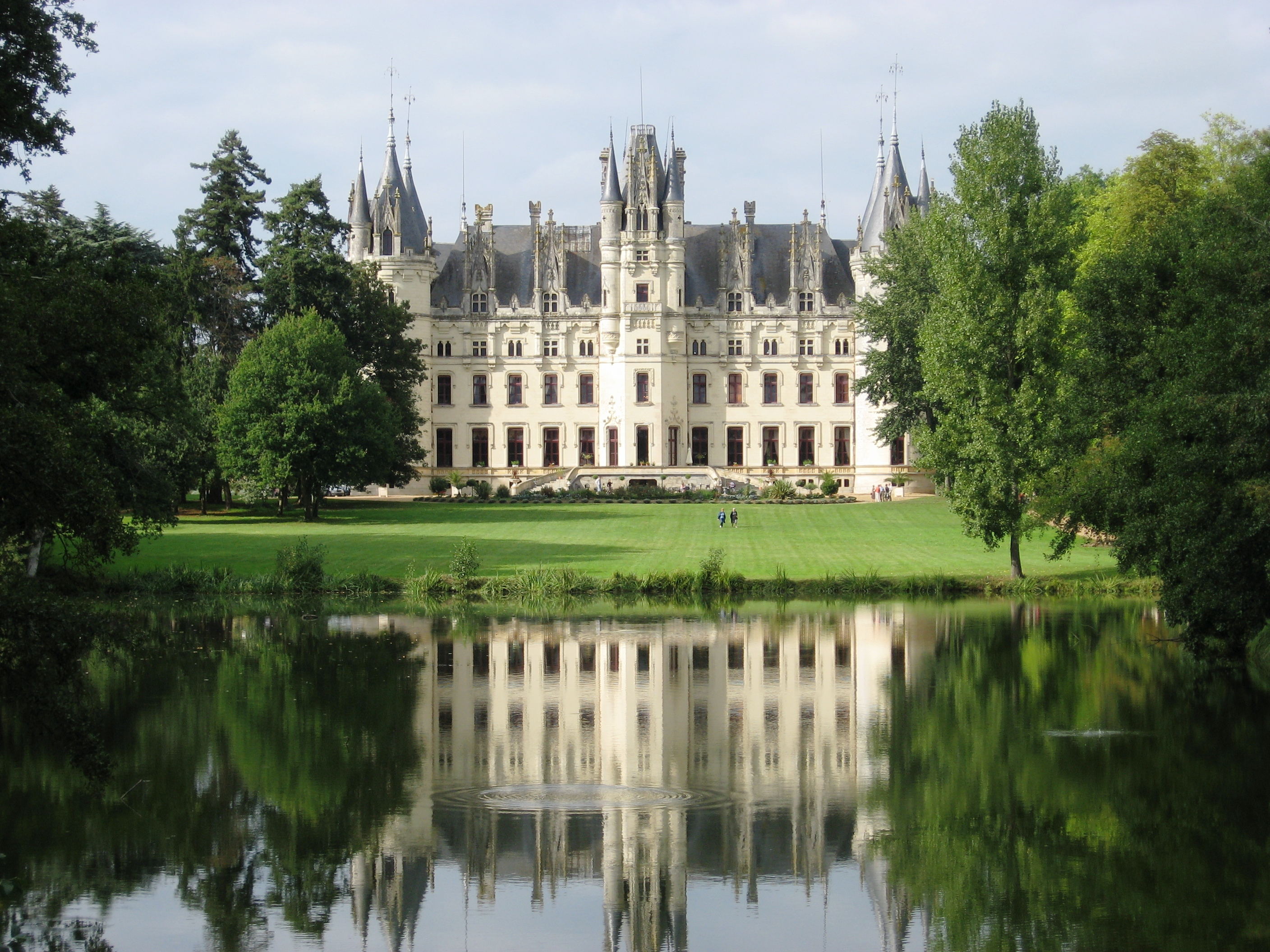
La façade sud, donnant sur l'étang.

Le château s'inscrit dans un plan rectangulaire dont les coins sont ponctués par des tours d'angle. Un « donjon » carré marque le centre de l'édifice. En comprenant les tours d'angle, le bâtiment fait 60 m de long pour 37 m de large. Le sommet des poinçons atteint 45 m de haut. Le tout est construit en tuffeau de la région de Saumur, à l'exception des soubassements qui sont en granite de Bécon et des perrons en granite de Louvigné-du-Désert. Les façades principales, au nord et au sud, comprennent chacune treize travées sans compter celles des tours, et elles déploient 55 fenêtres chacune. Le château possède des proportions démesurées, qui lui valent le surnom de « Chambord angevin » ou de « petit Chambord »,.
Bien que le XIXe siècle ait été marqué par l'éclectisme, des traits architecturaux unissent les châteaux français de cette époque. Challain ne fait pas exception, et on y retrouve notamment un rez-de-chaussée surélevé, posé sur un sous-sol destiné au service et bâti avec une pierre différente. L'accès au rez-de-chaussée se fait par des perrons imposants, élément largement mis en valeur sur les châteaux de l'époque car il fait écho aux perrons médiévaux sur lesquels les seigneurs rendaient justice. Challain possède aussi les toits pentus en ardoise tout à fait typiques de l'époque. Cette disposition, ne facilitant pas l'entretien, donne aux édifices un caractère spirituel en évoquant les flèches des églises.

#### Challain dans l'œuvre de René Hodé

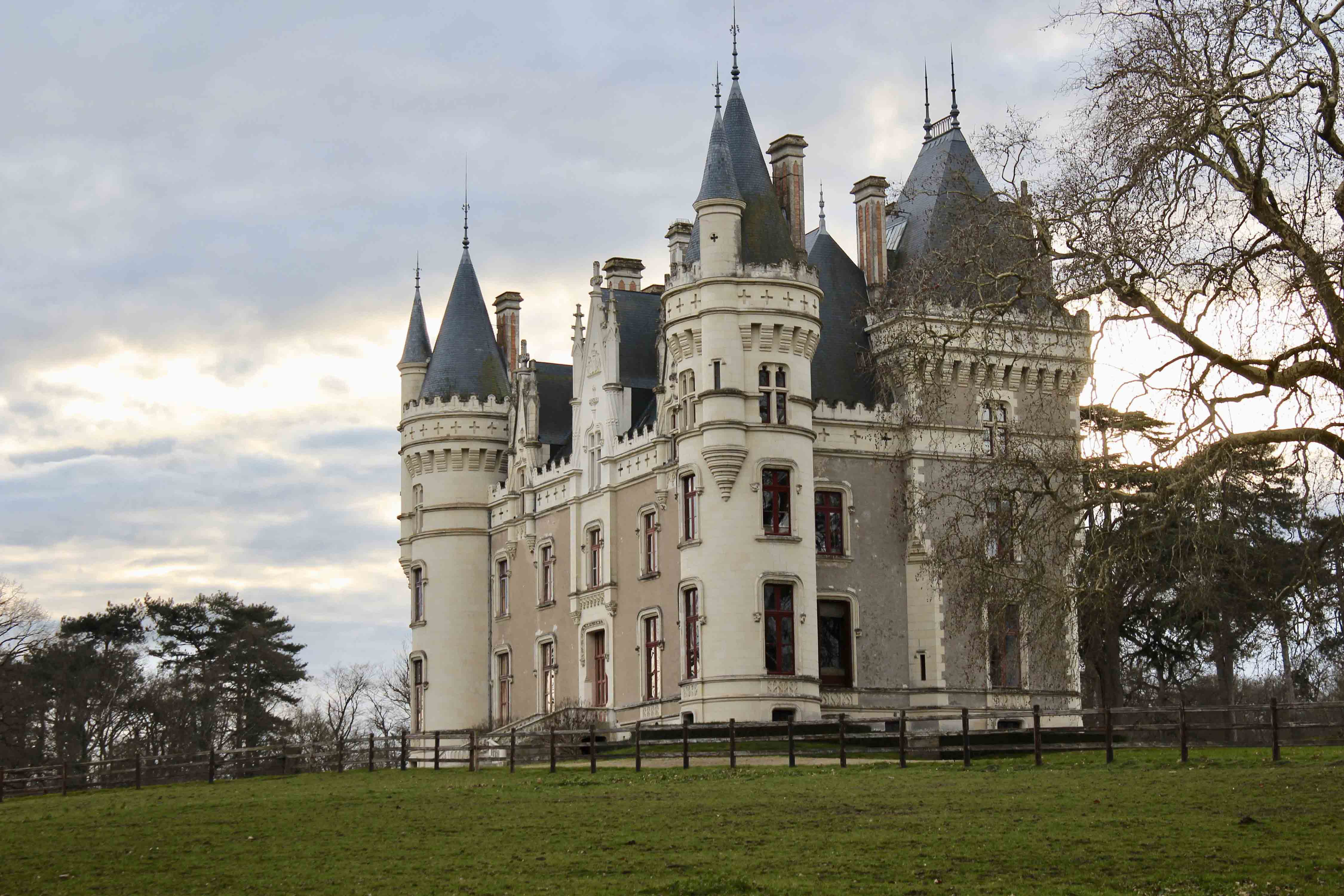
Le château de la Baronnière (1852-1856), autre réalisation caractéristique de René Hodé.

Le château de Challain est très représentatif de l'œuvre de René Hodé, son architecte. Il est d'assez loin sa plus grande réalisation, et il occupe une place charnière dans la carrière de l'architecte, car il établit définitivement sa réputation en Anjou et il lui permet ensuite d'avoir un cahier de commandes très important jusqu'à sa mort en 1874. Le comte de La Rochefoucauld-Bayers avait pleinement conscience de l'opportunité qu'il donnait à l'architecte, et il lui a d'ailleurs écrit après réception des plans : « Mon désir de construire s'en est augmenté ; ce serait une magnifique demeure, qui, j'en suis certain, fixerait votre réputation. » Dès 1862, le château de Challain est considéré comme le chef-d'œuvre de l'architecte par le baron Olivier de Wismes. Après Challain, Hodé ne retrouve cependant pas de clients aussi fortunés, et ses réalisations reprennent une taille plus modeste. Le château de Challain sert de modèle direct pour celui de la Baronnière, construit pour le frère du comte de La Rochefoucauld-Bayers. En regard du reste de l'œuvre de Hodé, Challain peut apparaître comme un chantier trop ambitieux pour l'architecte, et il est possible qu'il n'ait été que le coordinateur. Il aurait alors repris de près la structure néo-Renaissance imaginée par Louis Visconti en 1846. Challain représente trop de techniques modernes et d'innovations pour que Hodé l'ait imaginé seul.
Né en 1811 au sein d'une famille légitimiste, Hodé garde toute sa vie cette même orientation politique. Elle lui vaut de ne jamais recevoir de commandes des pouvoirs publics, et il n'a pratiquement dessiné que des habitations privées, en majorité des châteaux. Son œuvre en compte quatorze, auxquels il faut ajouter trois châteaux qu'il a fait restaurer, et d'autres maisons plus modestes qu'il a conçues. Pratiquement toutes ses réalisations se trouvent en Maine-et-Loire. Le plan rectangulaire flanqué de quatre tours d'angle, le tout surmonté d'un donjon, est une constante parmi les châteaux de René Hodé. Toutes les lignes dirigent le regard vers le ciel ; il n'y a pas de bandeau horizontal pour marquer la transition entre les étages, mais des lucarnes à pinacle, des cheminées étroites qui s'élèvent jusqu'au faîte du toit, des poivrières pointues. Les balcons et les persiennes sont absents, pour laisser à la façade une surface lisse, qui forme une enveloppe close, isolée de l'environnement extérieur. De la même façon, un vaste terre-plein s'étend autour du soubassement, pour éloigner le château de la végétation.

#### Un château «troubadour»

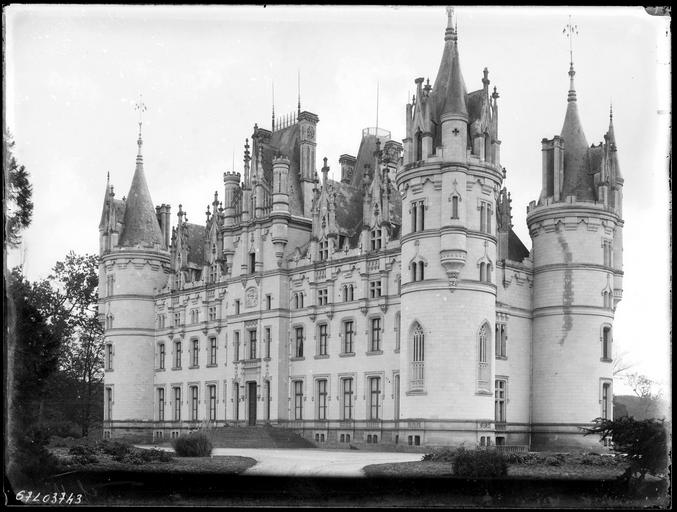
Le château au début du XX, avec la tour de la chapelle en évidence.

Hodé est un architecte du mouvement troubadour ; au contraire de nombreux architectes phares du néo-gothique comme Eugène Viollet-le-Duc, il n'aspire pas à la rigueur historique. Il a pour objectif de recréer une image idéalisée et romantique du Moyen Âge et ainsi offrir une vision utopique de la féodalité. Il s'agit de faire revivre une ère héroïque et ténébreuse dans une époque jugée médiocre et monotone par l'aristocratie légitimiste. Le style troubadour puise ses sources dans la littérature et il est très approximatif dans sa démarche historique, il ne respecte pas les façons de construire du Moyen Âge. Bien que recouvert d'un décor néo-gothique, Challain suit dans sa structure et sa disposition les règles de l'architecture néo-classique. L'inspiration gothique s'arrête au décor : la structure symétrique des façades est tout à fait classique, tout comme la distribution des pièces. Les décors sont plaqués à une architecture moderne et sans eux, le château de Challain n'aurait pas l'aspect gothique qui le caractérise. Les tours latérales sont les avant-corps des châteaux classiques, le donjon reprend le rôle de la saillie qui porte le fronton central. Seules les toitures horizontales néoclassiques ont été complètement délaissées pour des combles développés à l'exagération.
Le style troubadour s'est prolongé plus longtemps en Anjou que dans le reste de la France, en partie grâce à la popularité du style de René Hodé. Ailleurs, dès 1840, les architectes néo-gothiques ont adopté des méthodes plus scientifiques et ont réalisé des édifices avec non seulement un décor, mais aussi une structure gothique. Dès 1850, l'emploi du style troubadour en France se fait d'ailleurs très rare. René Hodé n'a probablement jamais eu connaissance de l'œuvre de Viollet-le-Duc, chef de file du style néo-gothique en France, et la plupart des châteaux néo-gothiques angevins sont déjà achevés lorsque ce dernier reconstruit le château de Pierrefonds en 1858.

#### Inspirations et décor
| |  |  |
| Le château de Mehun-sur-Yèvre et celui de Saumur dans Les Très Riches Heures du duc de Berry, influences directes de Challain. |  |  |

Au fil de sa carrière, René Hodé a exploré plusieurs styles, qu'il a appliqué sur ses châteaux au gré des désirs du propriétaire. Sa préférence personnelle va cependant au gothique de transition, un style fleuri qui s'est développé dans la vallée de la Loire sous les règnes de Louis XI et Charles VIII, peu avant l'essor de l'architecture de la Renaissance. La silhouette du château de Challain est d'ailleurs inspirée par Les Très Riches Heures du duc de Berry, qui datent du XVe siècle, soit cette période de transition entre le gothique et la Renaissance. Challain est notamment inspiré par les représentations du château de Saumur et de celui de Mehun-sur-Yèvre, qui montrent le même plan rectangulaire à grosses tours d'angle. En Anjou, le XVe siècle, et surtout sa seconde moitié, suscite un intérêt encore accru par la personnalité presque légendaire du roi René. L'œuvre de Hodé se situe clairement dans une tendance anti-parisianiste et régionaliste, qui pousse les artistes à trouver l'inspiration dans le patrimoine angevin. Des publications comme L'Anjou et ses monuments de Godard-Faultier (1839-1840) popularisent les monuments de la région auprès des élites locales. Les châteaux de René Hodé, qui plaquent un décor médiéval sur une structure classique, reprennent d'ailleurs un schéma déjà expérimenté au château du Lude ou celui de Landifer à Baugé au XVIe siècle.
Les façades du château sont ornées d'une multitude de petites sculptures réalisées par Jacques Granneau, élève de David d'Angers. Elles se situent principalement dans les culots des jets d'eau des fenêtres du rez-de-chaussée et du premier étage. Les façades du château comptent en tout 184 culots, dont 96 sont sculptés. Les figures élaborées telles que les personnages (musiciens, acrobates, fous ou encore chevaliers) et animaux réels ou imaginaires sont disposés sans schéma organisateur, mais ils occupent en priorité les culots les plus bas et donc les plus visibles, tandis que ceux des étages reçoivent des figures végétales plus simples. Parmi les personnages, il y a un architecte tenant un plan du château. Granneau est un collaborateur habituel de Hodé, et il a participé à la décoration de plusieurs autres châteaux de l'architecte. Les appuis de fenêtres du rez-de-chaussée comportent des motifs différents d'une ouverture à l'autre, tandis que le donjon central reçoit des gâbles à fleuron, des lancettes de fenestrage et des armoiries. Le couronnement du château comprend le deuxième étage et le premier étage de comble. Il est orné d'un décor pseudo-médiéval poussé à l'exagération, avec de très hautes lucarnes et de faux créneaux. Les tours sont ornées de tourelles en encorbellement. Les toitures sont surmontées par de grands épis de faitage qui achèvent de donner au château son caractère élancé. L'ornementation du château, qui vient combler les grands aplats des façades et qui égaie les toitures, accentue l'élévation de l'édifice, et contrebalance son caractère grandiloquent et puissant. Il en résulte une structure équilibrée, et une silhouette qui impressionne sans être austère. Le parti décoratif repose d'ailleurs principalement entre d'un côté le foisonnement qui couronne l'édifice, et de l'autre l'équilibre des travées et les aplats des façades.

### Intérieurs

#### Organisation générale

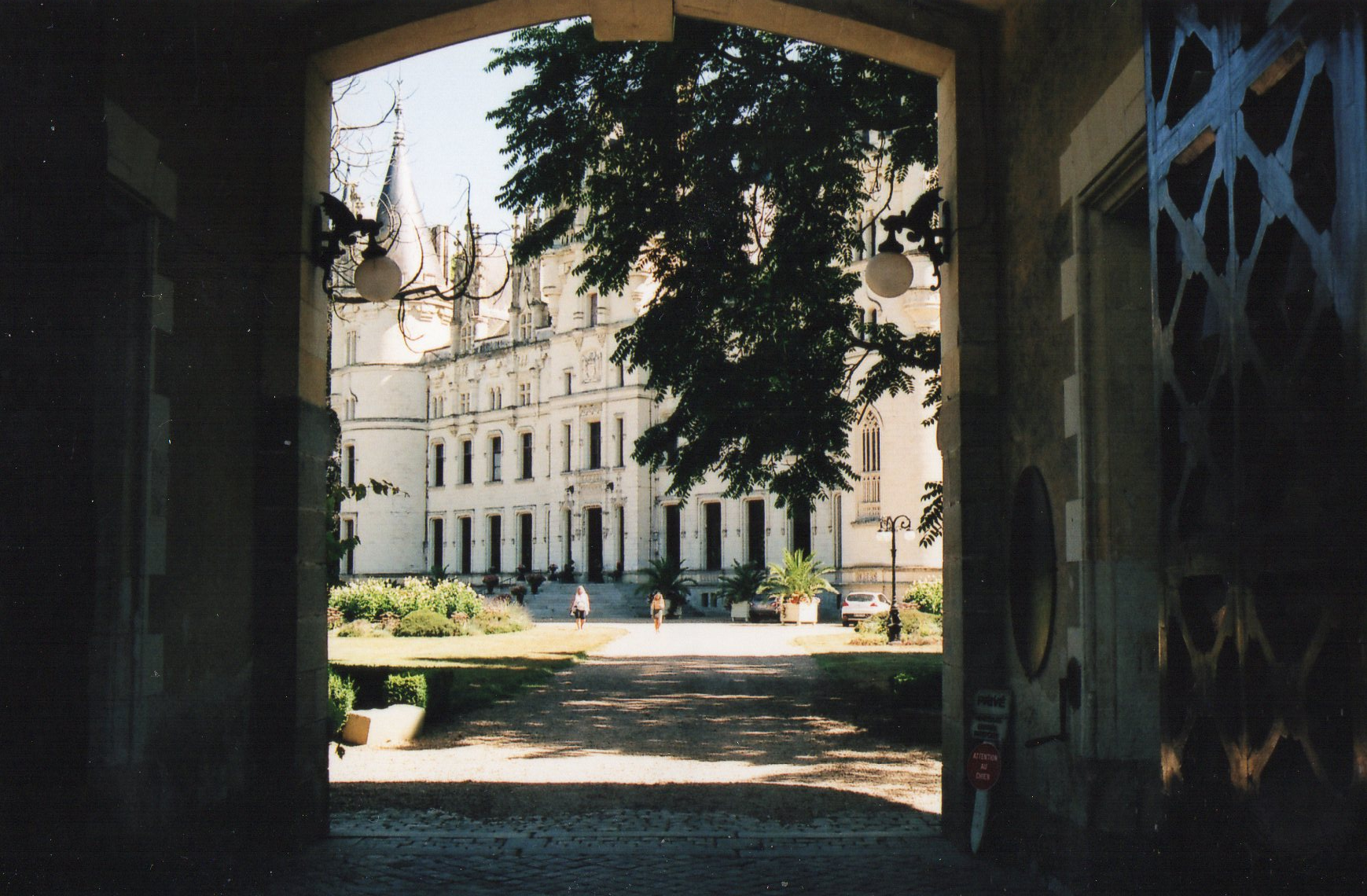
Le château vu de la porterie d'entrée.

Le château comprend un sous-sol, deux étages carrés, un étage en surcroît et deux niveaux de combles, soit six niveaux au total. Les tours ne comprennent que quatre niveaux, dont un de comble. Les cinq premiers niveaux renferment près de 120 pièces et ils font près de 800 m2 chacun. Le plan intérieur a été élaboré par René Hodé selon les exigences du comte et de la comtesse de La Rochefoucauld-Bayers. Ceux-ci souhaitaient une organisation classique, avec un plan axial ouvrant à gauche sur les salles de réception, et à droite sur les chambres des châtelains et des visiteurs ; une dizaine de chambres devant aussi se trouver à l'étage. Le château est donc organisé selon les goûts du XIXe siècle. Il bénéficie aussi des avancées techniques de l'époque, et comporte par exemple des salles de bains ainsi qu'un chauffage central effectué au moyen d'un calorifère de cave et d'un réseau de conduites d'air. L'escalier central est de style néo-gothique, mais il est construit en stuc reposant sur une armature en fonte. Des piliers en fonte soutiennent aussi la galerie du vestibule. L'escalier bénéficie d'un éclairage zénithal grâce à une verrière située sur le toit. De nombreuses techniques modernes et ingénieuses ont été employées, comme pour les parquets à compartiment et les portes à double battant du grand salon, qui s'ouvrent simultanément grâce à un mécanisme. Ces innovations sont probablement dues à Louis Visconti, René Hodé n'ayant qu'une formation traditionnelle et provinciale.

#### Organisation du rez-de-chaussée

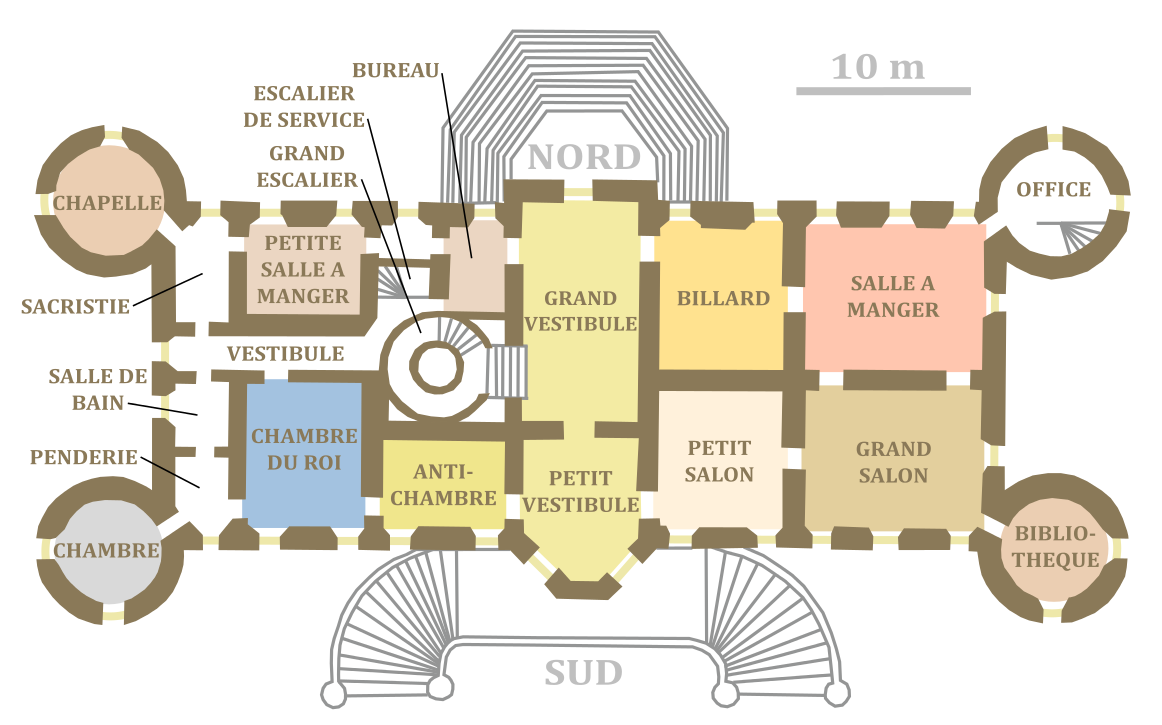
Plan du rez-de-chaussée.

Le rez-de-chaussée surélevé est l'étage noble du château. Il comprend les pièces d'apparat et s'organise autour d'un axe central nord-sud, qui correspond aux deux vestibules. L'un ouvre au nord sur la cour, l'autre ouvre au sud sur le parc et l'étang. Le grand vestibule, au nord, a une disposition à l'italienne, avec une galerie en mezzanine au premier étage. Ce vestibule donne également sur le grand escalier à vis. La partie est du château regroupe les pièces de réception : le billard et la salle à manger, le grand salon et le petit salon. La tour sud-est, qui communique avec le grand salon, contient la bibliothèque, qui a un plafond en fausse voûte d'ogive. La tour nord-est, qui donne sur la salle à manger, renferme l'office, un monte-plats et un escalier de service descendant aux cuisines du sous-sol. La partie ouest du château comprend des pièces à usage plus intime. On y trouve un bureau ou « salle des gardes », une petite salle à manger et une sacristie, ainsi qu'une suite comprenant une antichambre, qui a servi de bureau, et la chambre d'honneur, également appelée « chambre du roi », même si le château n'a jamais reçu de visiteur royal. La suite comprend aussi une penderie et une salle de bain. Une autre chambre se trouve dans la tour sud-ouest. La tour nord-ouest renferme la chapelle, qui a un plafond en fausse voûte d'ogive comme la bibliothèque. La chapelle s'élève sur deux niveaux, sa voûte culminant au niveau du plafond du premier étage.
Parce que René Hodé a imaginé un château qui devait être à la fois moderne dans sa conception et médiéval dans son aspect, l'architecte s'est heurté à une difficulté de taille : le corps de logis est nettement plus large que dans les édifices classiques. En effet, la présence des tours d'angle et l'envie d'évoquer les châteaux forts signifient que l'épaisseur du rectangle doit être assez importante. Cela pose des problèmes d'organisation intérieure, car l'architecte se retrouve avec des surfaces plus vastes que d'ordinaire. Dans la partie est du château le problème est évité par la construction de pièces de grande proportion ; le grand salon et la salle à manger font chacun 10 mètres de long. La partie ouest a été plus compliquée à concevoir car elle renferme des pièces plus intimes. René Hodé a résolu ce problème en multipliant les petites pièces pour combler le vide, parfois en créant des espaces redondants ou peu utiles, tels la petite salle à manger, la sacristie et le bureau.

#### Organisation du sous-sol

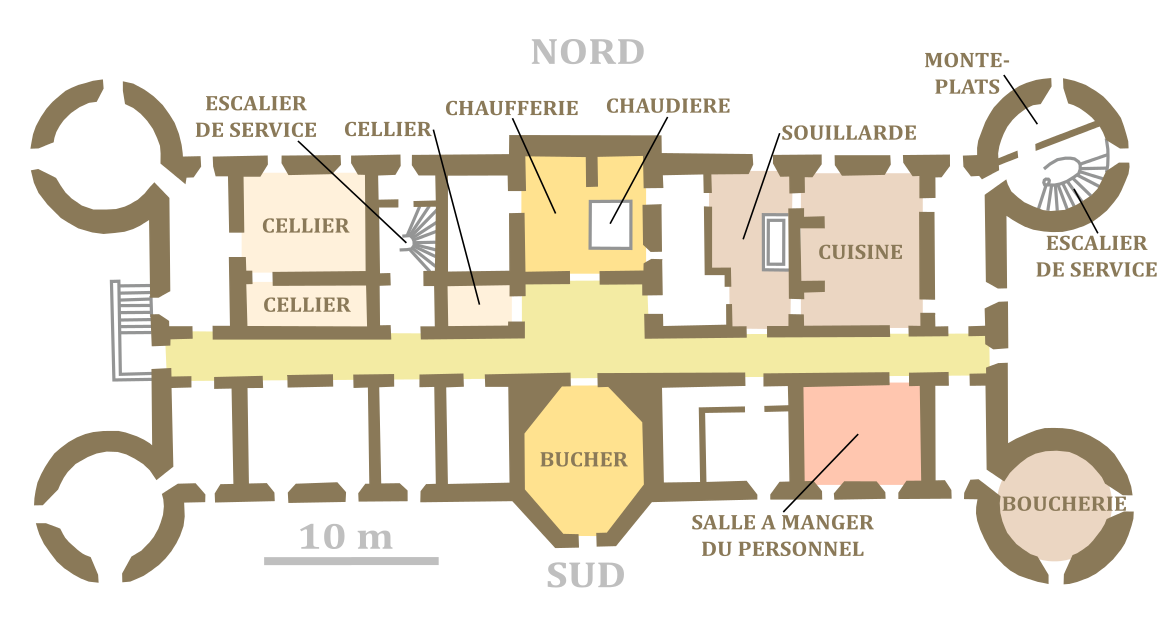
Plan du sous-sol.

Le sous-sol comprend les pièces de service, distribuées le long d'un couloir central. On y trouve la cuisine et ses annexes, des pièces de stockage comme les celliers, et des pièces à l'usage du personnel, comme une salle à manger. Le sous-sol renferme aussi la chaufferie où se trouve le calorifère. Le sous-sol n'a pas été négligé par l'architecte, et celui-ci s'est employé à doter les pièces de plafonds remarquables. La chaufferie est couverte d'un berceau en anse de panier, comme la salle centrale des domestiques. Le couloir desservant les pièces du sous-sol est voûté en berceau brisé. La cuisine, la souillarde et la salle à manger du personnel sont couvertes de voûtes à arêtes complexes et le bûcher a une voûte en arc de cloître sur plan octogonal. Les pièces situées dans les tours sont coiffées de coupoles. Comme au rez-de-chaussée, certaines pièces du sous-sol sont redondantes et semblent avoir été imaginées pour combler le vide créé par une largeur de bâtiment trop importante. Ainsi, les domestiques profitent à la fois d'une salle à manger et d'un salon du personnel.

#### Organisation des étages

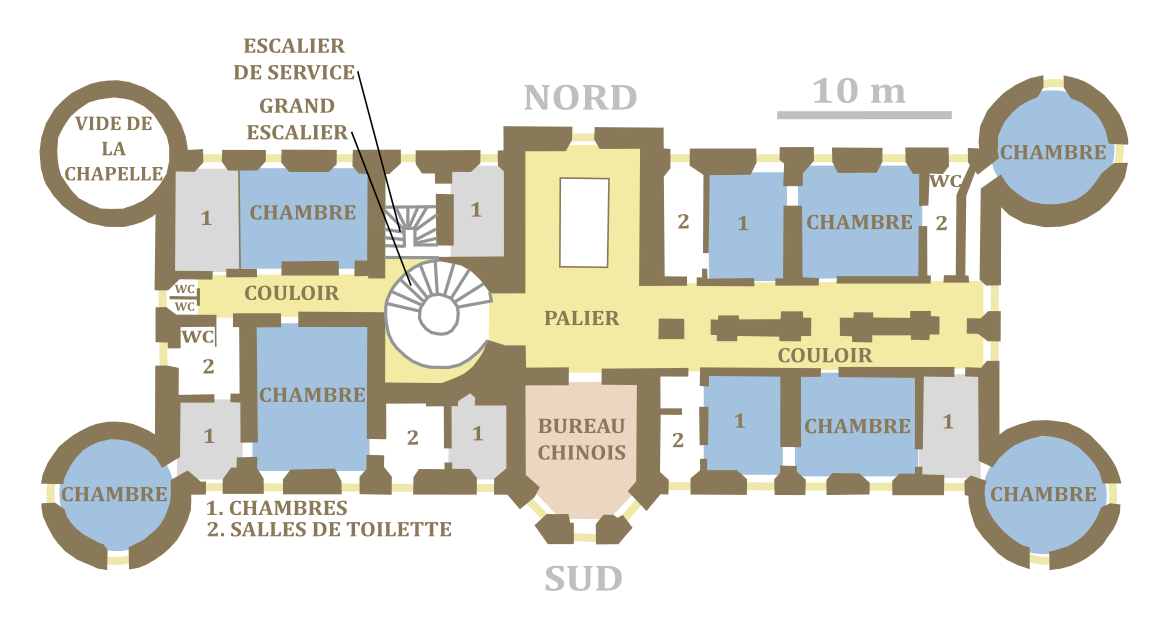
Plan du premier étage.

Le premier étage du château comprend une dizaine de chambres, conçues pour servir aux propriétaires et à leurs invités. Elles sont conçues en suite, accompagnées de salles de toilette et de chambres plus petites destinées aux valets ou femmes de chambre. Comme lors de la conception du rez-de-chaussée, René Hodé s'est heurté ici à la largeur très importante de l'édifice. Il ne pouvait pas dessiner des chambres excessivement longues, ni placer au centre un couloir trop large. Il a cependant opté pour cette dernière solution, mais il a gommé la largeur du couloir en plaçant au centre des piliers, qui donnent l'illusion de deux couloirs séparés et parallèles. Ces piliers résolvent également des problèmes structurels en faisant office de murs porteurs. À l'époque de la construction du château, le maître des lieux occupe généralement une chambre dans un angle, d'où il peut surveiller les allées et venues de son personnel, tandis que sa femme dispose d'une chambre voisine. Le deuxième étage comprenait les logements des domestiques, et les étages de comble n'ont vraisemblablement jamais été occupés. Si le château avait été pleinement utilisé, le deuxième étage aurait sans doute été dévolu aux enfants et au personnel supérieur (secrétaire, gouvernante), tandis que les domestiques auraient occupé les galetas sous les combles. Ces derniers sont presque dénués de confort : il y a peu de cheminées, et seules quelques pièces reçoivent assez de lumière naturelle grâce aux grandes lucarnes, les autres ont de toutes petites ouvertures correspondant à des demi-fenêtres ou des fausses meurtrières.

#### Décoration et ameublement

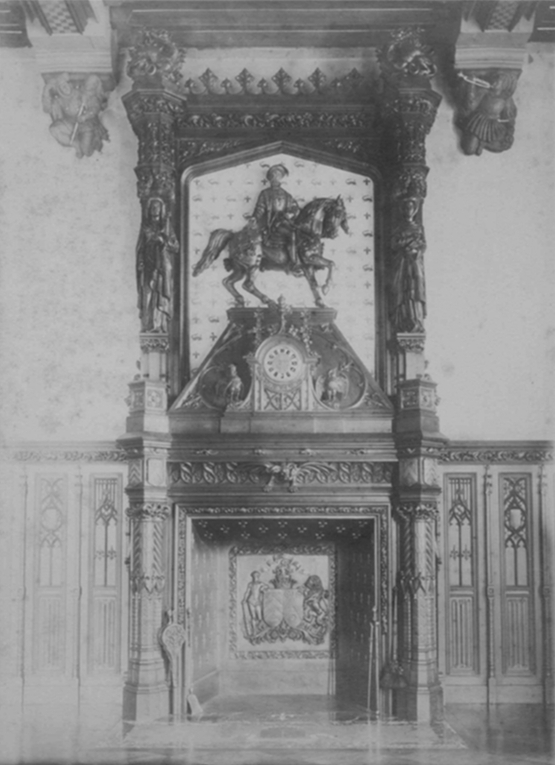
La cheminée du grand salon et sa statue équestre. Elle est encadrée par du lambris à motifs de lancettes de fenestrage tandis que le plafond est soutenu par des culots sculptés.

René Hodé ne s'est jamais particulièrement soucié de la décoration intérieure de ses châteaux ; soit par manque d'intérêt, soit par manque de temps. Il s'est généralement contenté de proposer des orientations générales, en suggérant par exemple des motifs en plis de serviette typiques du XVe siècle, et en recommandant le sculpteur Granneau pour que celui-ci déploie la même profusion de sculptures qu'à l'extérieur. À Challain, seul le rez-de-chaussée présente un décor néo-gothique, les chambres à l'étage sont meublées dans un style sobre et bourgeois. Ce cantonnement du néo-gothique aux pièces d'apparat s'observe également sur les autres châteaux de l'architecte. Ce style est réservé aux pièces ayant une fonction symbolique car il permet d'évoquer le passé glorieux de la famille. Ainsi, la cheminée du grand salon de Challain comprend une statue équestre de François Ier de La Rochefoucauld, parrain du roi François Ier. En revanche, les pièces à usage personnel doivent être modernes. La décoration d'origine du rez-de-chaussée a été assez bien préservée malgré les nombreux changements de propriétaires. Les plus belles pièces ont d'ailleurs été classées en 1980, avant que la protection soit étendue à la totalité de ce niveau et au sous-sol en 2004.
La décoration intérieure néo-gothique angevine semble puiser ses origines dans les décors de théâtre. Le décorateur de théâtre Eugène Cicéri a en effet réalisé les premiers intérieurs néo-gothiques de cette province, vers 1840 au château de Brézé. C'est un autre décorateur de théâtre, Achille Léger, qui a décoré le château d'Angrie. À l'époque, il n'existe pas encore d'ouvrages ou de publications consacrés aux principes décoratifs néo-gothiques. L'engouement pour ce style fait apparaître un mélange de théâtralité et de confort, mêlant surcharge de décor et mobilier confortable et pratique. À Challain, la décoration intérieure est imaginée avant l'achèvement des travaux. L'équipe décoratrice doit offrir une progression décorative qui gagne en ampleur du vestibule aux appartements d'apparat puis aux salons. Cette équipe comprend surtout le sculpteur Jacques Granneau, le tapissier Didier et le fabricant de meubles Jean-Paul Mazaroz, fournisseur de Napoléon III. La décoration doit être somptueuse et doit égaler le faste des extérieurs. Elle montre une profusion de lambris sculptés en lancettes de fenestrage et de motifs inspirés par les portes de Rhodes dans les salles des Croisades du château de Versailles. Les meubles présentent des décors du gothique flamboyant traités avec profusion mais délicatesse. La foule de détails et la finesse de la sculpture évitent la lourdeur. Les motifs de plis de serviette, de végétaux ou de créatures fantastiques s'affichent aussi sur les stucs et sur des éléments plus discrets comme les espagnolettes des fenêtres. Le papier peint, produit de manière industrielle, affiche des motifs médiévaux de torsade ou de cordelières et souligne les angles ou les corniches de plafond. Les couleurs sont vives, les contrastes chromatiques violents étant alors à la mode, et se superposent aux tons sombres des boiseries.
Les armes des La Rochefoucauld et des La Potherie, ainsi que leurs initiales, R et P, sont omniprésentes dans le décor : elles apparaissent sur des portes, des plafonds, des culots et des cheminées. La chapelle est ouverte par de grands vitraux dédiés aux membres de la famille, évoqués par des Saints associés à des armes personnelles : Charles Borromée au-dessus des armes de La Potherie, Saint Louis au-dessus des armes de La Potherie et de la Marsaulaye, saint Albert, la Vierge Marie et Jean Baptiste au-dessus de blasons des La Rochefoucauld, la Vierge Marie au-dessus d'un blason mi-parti aux La Rochefoucauld, mi-parti aux Mauroy, et sainte Ida au-dessus d'un blason mi-parti des La Rochefoucauld, mi-parti des La Potherie,.

Quelques images anciennes de pièces du château :
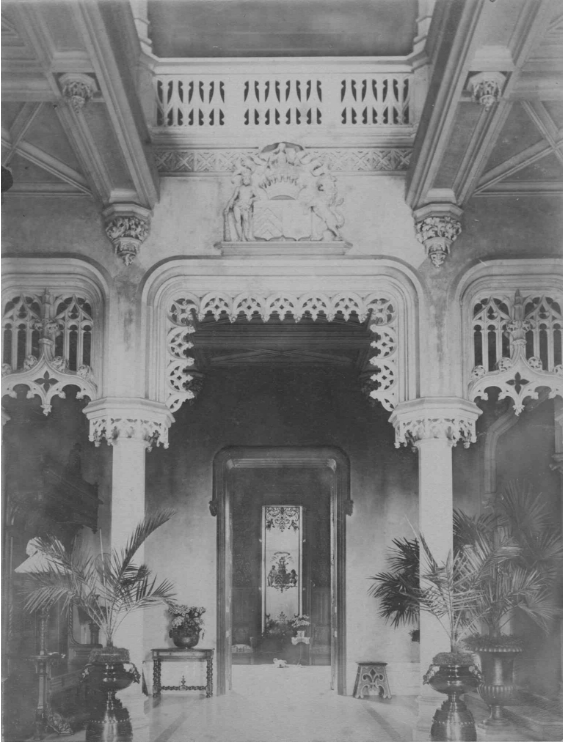
Le grand vestibule et sa galerie à l'italienne.
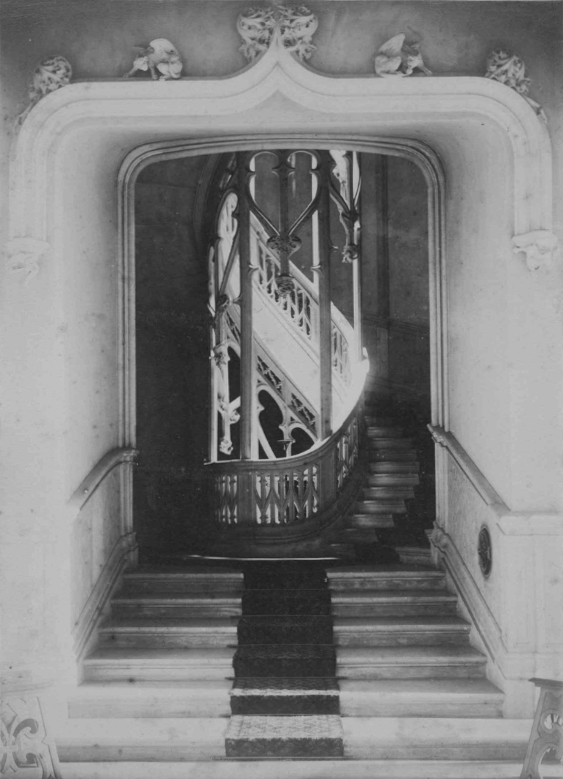
Le grand escalier à vis.
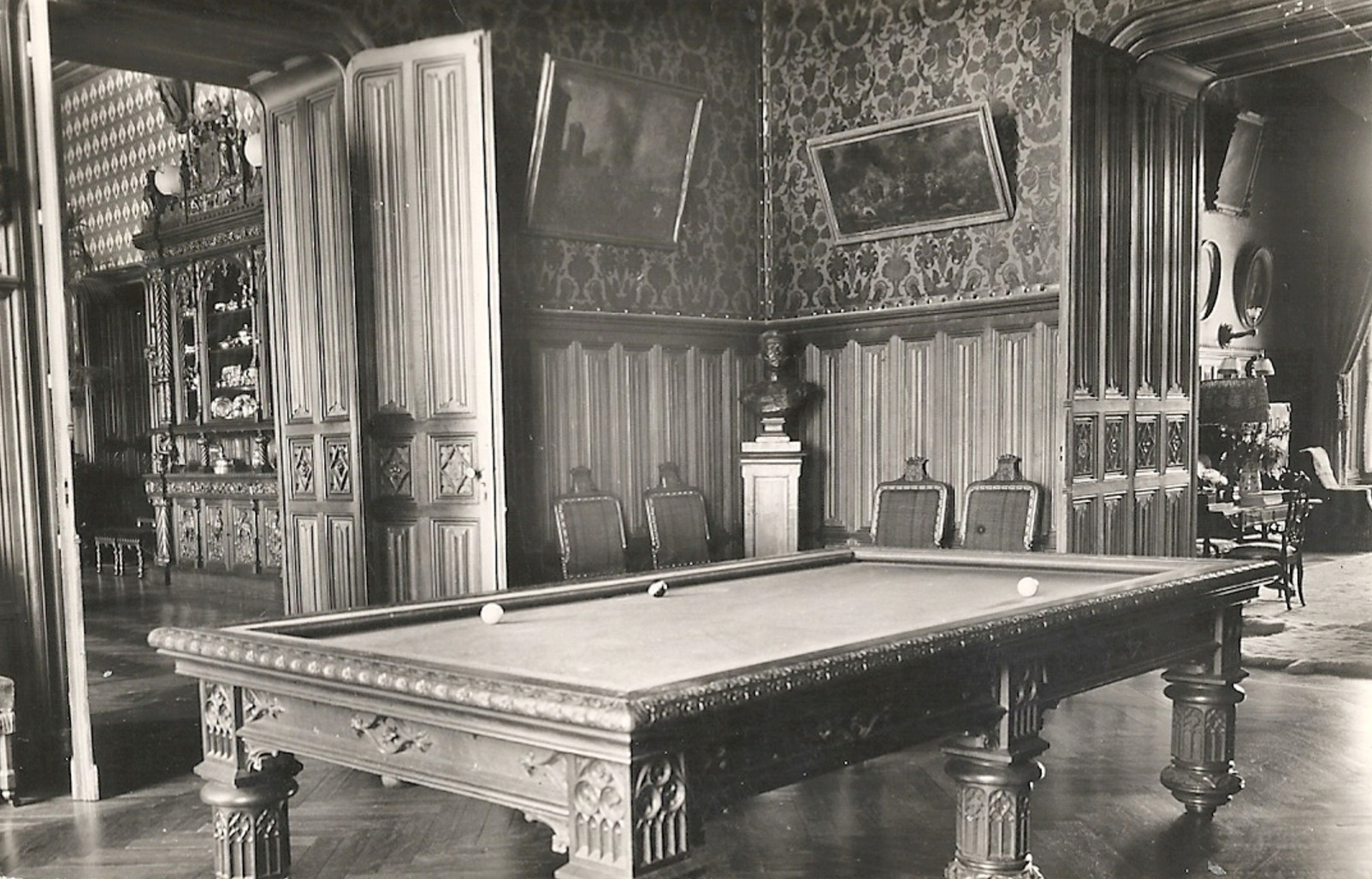
La salle de billard.
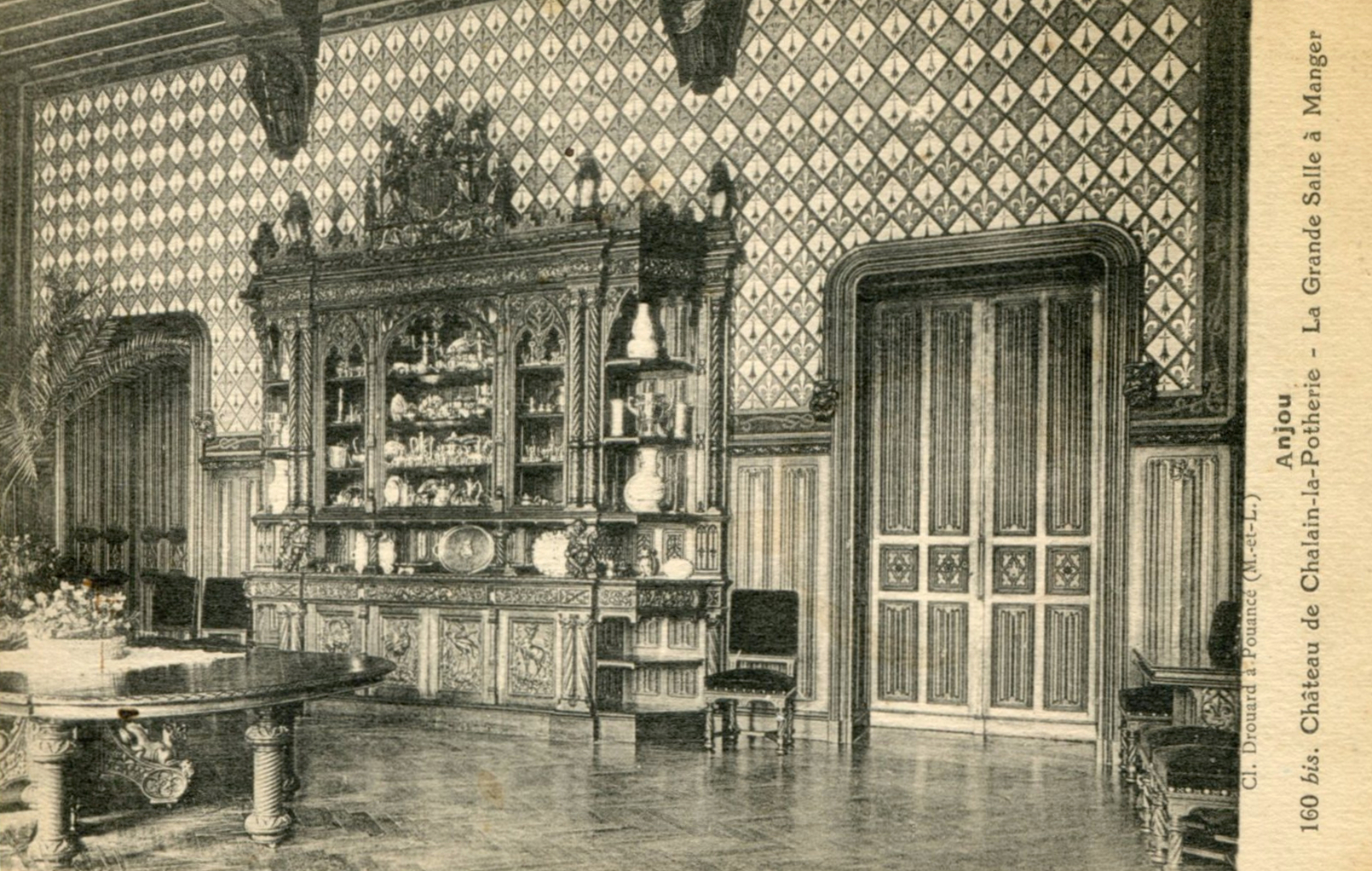
La salle à manger.
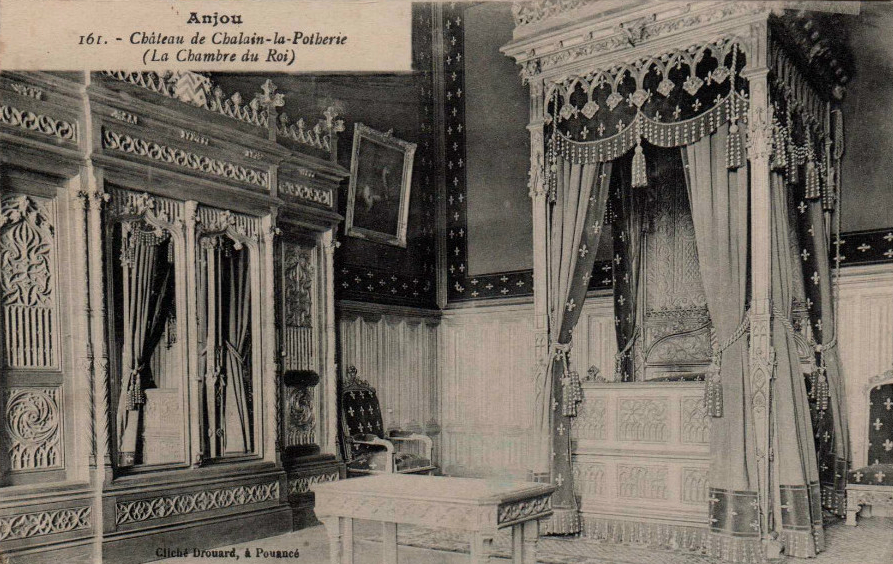
La chambre du roi.

## Domaine

### Parc

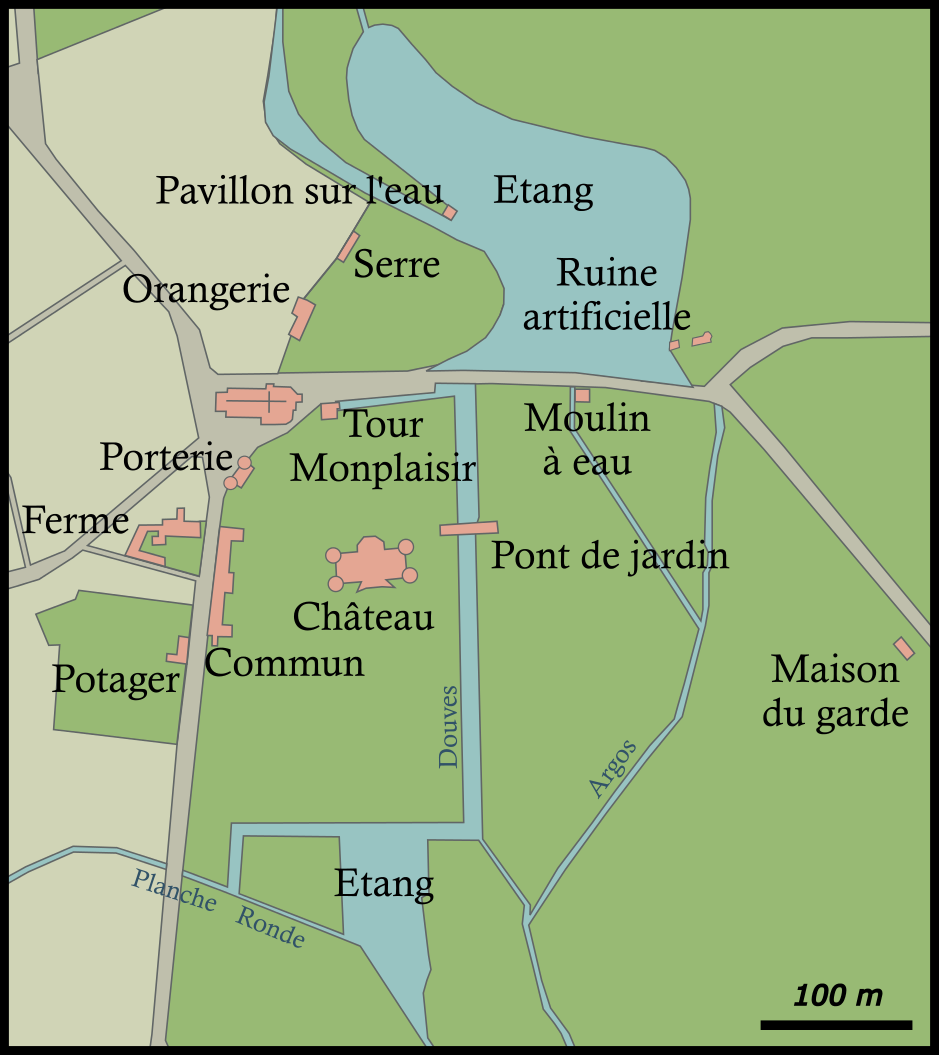
Plan du domaine du château.

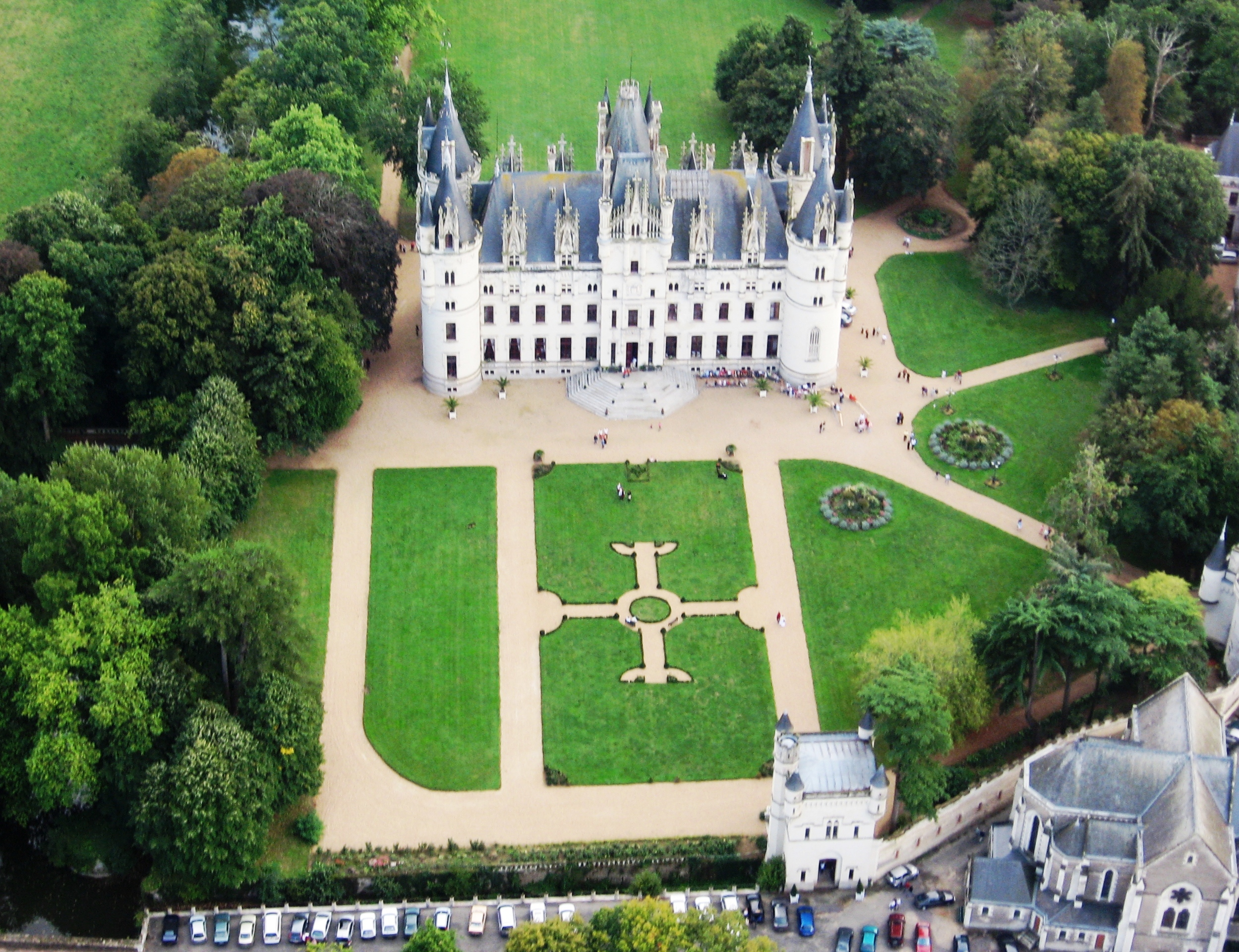
Vue aérienne du château. La tour Monplaisir et le saut de loup sont en bas.

Le parc du château de Challain possède toutes les caractéristiques des parcs privés du XIXe siècle. Il abandonne la rigidité et la symétrie du jardin néoclassique français pour suivre la mode du jardin à l'anglaise. Il doit présenter une nature pittoresque, dont la seule utilité est l'ornement. Les fonctions pratiques qui évoquent la rentabilité du domaine sont dissimulées la vue, ainsi, le village voisin, les communs et les murs de clôture sont dissimulés par la verdure, et les terres cultivées sont repoussées au-delà des prairies qui ceignent le domaine. Le chemin qui mène au château arrive par un côté et s'avance directement devant la façade nord, laissant les abords de la façade sud, tournée vers le parc, libre de véhicules. Les châtaigniers, souvent plantés autour des châteaux autrefois, sont remplacés par des marronniers, dont les fruits ne sont pas comestibles, les arbres fruitiers sont isolés dans un verger dissimulé. Les essences d'arbre sont mélangées afin de créer des nuances de couleur et d'atténuer la tristesse hivernale. Le chêne, arbre noble par excellence, alterne avec des cèdres et des séquoias. Le paysage agricole et monotone d'origine est savamment traité pour créer des illusions de profondeur et de vallonnements, en jouant sur l’ondulation des lisières de bois, sur la disposition des bosquets et l'alignement des arbres. Le parc doit être à la hauteur de la grandeur architecturale du château. À Challain, il fait environ 30 hectares au total, en comptant les prairies et la forêt.
Les La Rochefoucauld-Bayers ont pensé à l'aménagement du parc dès l'époque de la construction du château. Ils ont demandé des plans au comte de Choulot, qui a également travaillé pour de nombreux autres châteaux de la région. Celui-ci imagine vers 1850 un parc immense, s'étendant au sud jusqu'aux hameaux de Choiseau et Argos, et alternant vastes pelouses et prairies et bois et bosquets. Il envisage aussi la création d'un étang sur le ruisseau de Planche Ronde, et prévoit l'élargissement des douves rectangulaires afin de rompre leur caractère géométrique.
Le projet n'est jamais mis à l'œuvre et le parc est finalement exécuté par un autre paysagiste, Châtelain. Le résultat est plus modeste que le projet initial et il ne parvient pas à rivaliser avec les plus beaux parcs angevins, tel celui de Chanzeaux. Le terrain d'origine à Challain est plutôt ingrat, et les lointaines perspectives dessinées par le paysagiste ne parviennent pas à améliorer un parc à l'allure étriquée. Par ailleurs, les La Rochefoucauld-Bayers ont accepté avec mauvaise grâce de voir leur domaine coupé en deux par la route de Loiré, faute d'avoir pu la faire dévier. Ainsi le parc se trouve coupé en deux, avec au sud de la route le château et ses dépendances, et au nord un des deux étangs et l'orangerie. La création d'un saut de loup plutôt qu'un mur pour séparer le château de la route a néanmoins permis de conserver une certaine unité dans la perspective, et le château est parfaitement visible depuis l'orangerie.

### Étangs

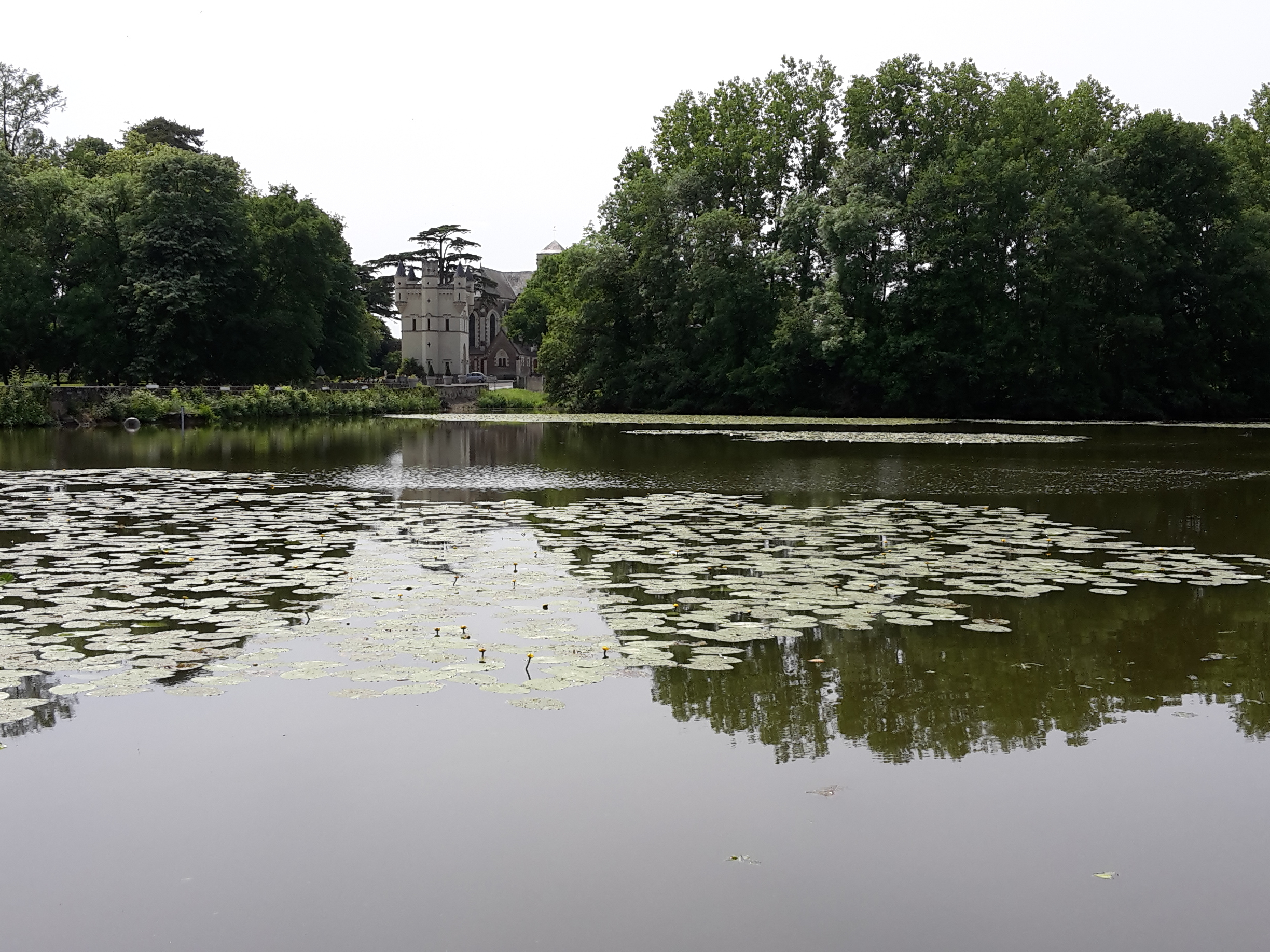
L'étang du nord et la tour Monplaisir au fond.

Le château possédait deux étangs au XIXe siècle, l'un étant situé au fond du parc, côté sud, l'autre étant au nord de la route de Loiré. Le premier étang, plus petit, a été créé lors de l'aménagement du parc, et il comprend une île boisée. L'autre a été détaché du domaine du château au XXe siècle pour devenir plan d'eau municipal. Cet étang est antérieur à l'aménagement du parc, puisqu'il remonte au Moyen Âge. Il s'agissait à l'origine d'une retenue servant à alimenter un moulin à eau, disparu au XXe siècle. Celui-ci avait été détruit puis reconstruit une première fois au XVe siècle, avant d'être reconstruit à nouveau en 1843.
Les étangs sont un élément indispensable du parc du XIXe siècle. En plus d'agrémenter le paysage, ils servaient de prétexte de promenade ainsi que de vivier, et ils pouvaient aussi servir à des excursions en barque. Ils sont très souvent accompagnés d'une « île de Vénus », comme l'étang sud de Challain, plantée de peupliers et de saules pleureurs. Ils accueillent aussi fréquemment des pavillons ou des embarcadères, comme l'étang nord.

### Fabriques
Plusieurs fabriques de jardin ont été construites par la comtesse de La Rochefoucauld-Bayers pour agrémenter le parc et ponctuer les promenades. Le domaine comprend toujours un pont de jardin en pierre, une maison dite « du garde » et surtout la tour Monplaisir, peut-être dessinée par René Hodé. Elle a été réalisée dans le même style néo-gothique que le château. Son nom fait référence à la devise des La Rochefoucauld, « C'est mon plaisir ». Le rez-de-chaussée de cette tour a pu servir de salon de jardin et d'accès secondaire. Cependant, sa fonction principale était de faire office de château d'eau : une citerne se trouvait à l'étage. Le pont et le saut de loup ont été dessinés par Louis Hodé, fils de René, et ce dernier a peut-être aussi imaginé la tour Monplaisir à la place de son père.
D'autres fabriques se trouvaient autour du grand étang au nord. La fausse ruine gothique de l'entrée est toujours visible. Elle simule un vestige de construction sans doute religieuse, étant donné qu'une statue de Vierge à l'Enfant trône sur le pilier latéral. Elle fait désormais office d'entrée au camping municipal. L'étang comprenait aussi un embarcadère et un pavillon, détruits en 1979. Ce pavillon, appelé « pavillon sur l'eau », était une construction carrée néo-gothique en fer et en bois, entourée d'ouvertures en arcades en lancettes. Il reposait sur une plateforme tenant sur six pilotis, reliés entre eux par d'autres arcades en lancettes. L'architecte de cet élément est inconnu.

Quelques fabriques :
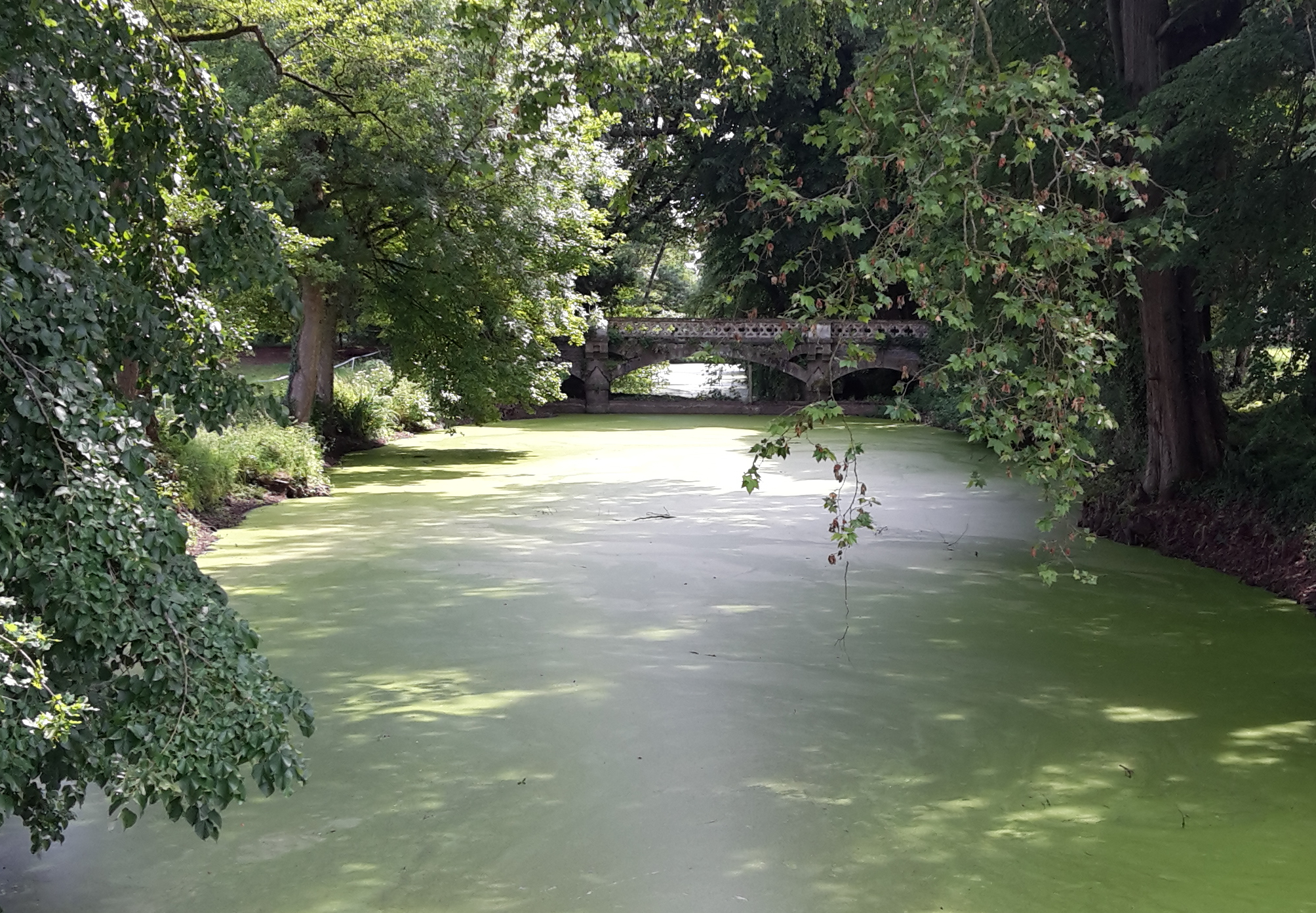
Le Pont de jardin.
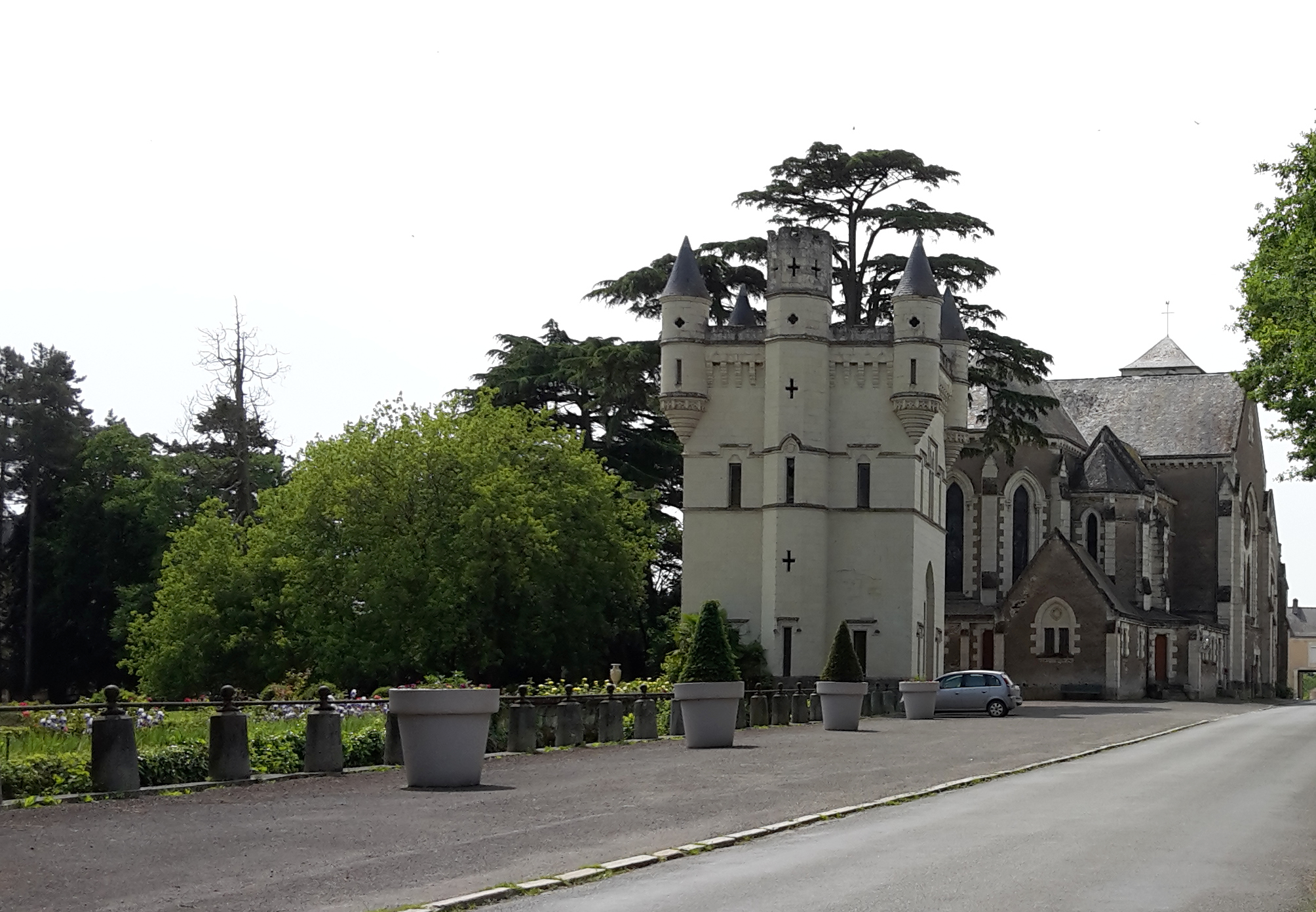
La tour Monplaisir.
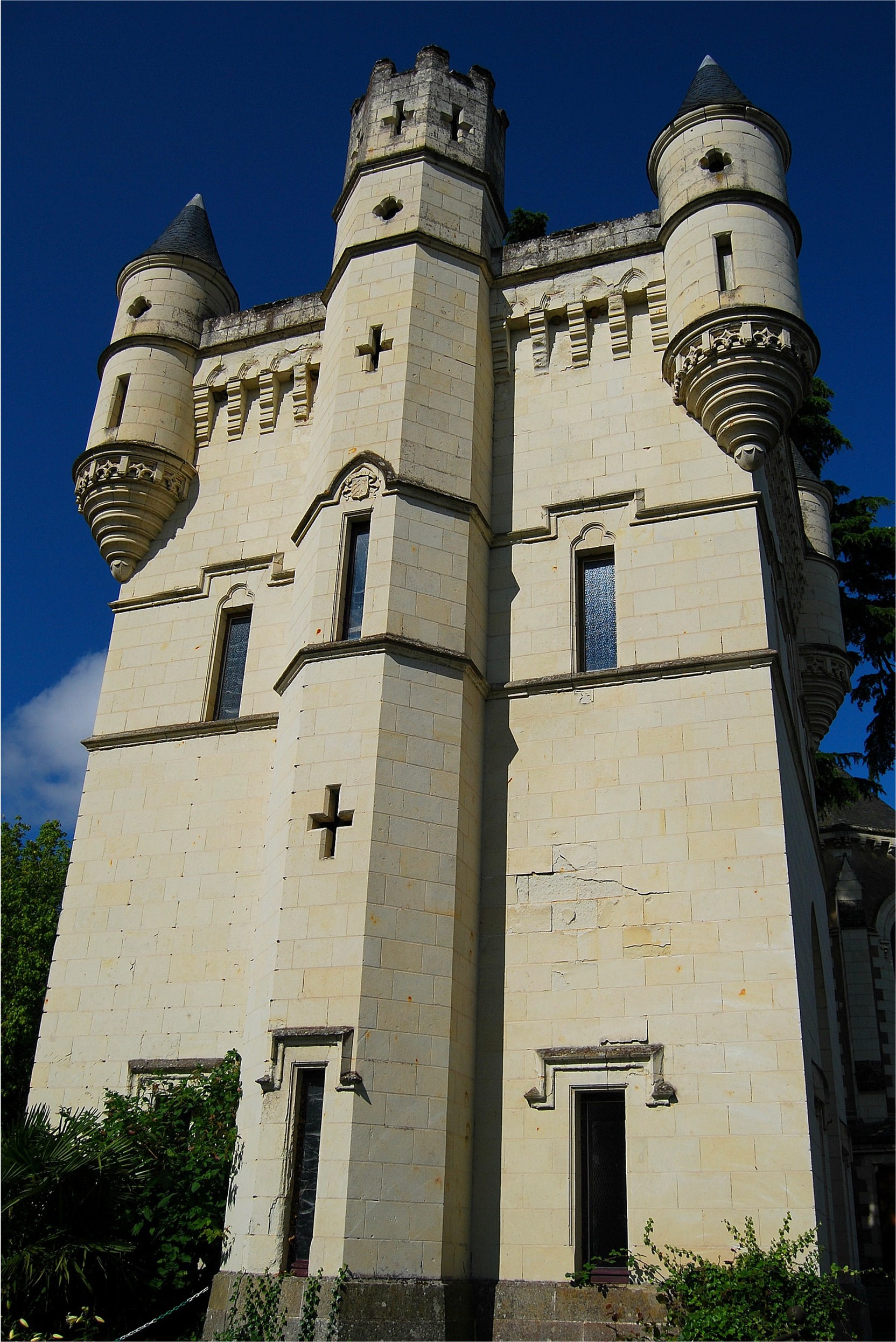
La tour.
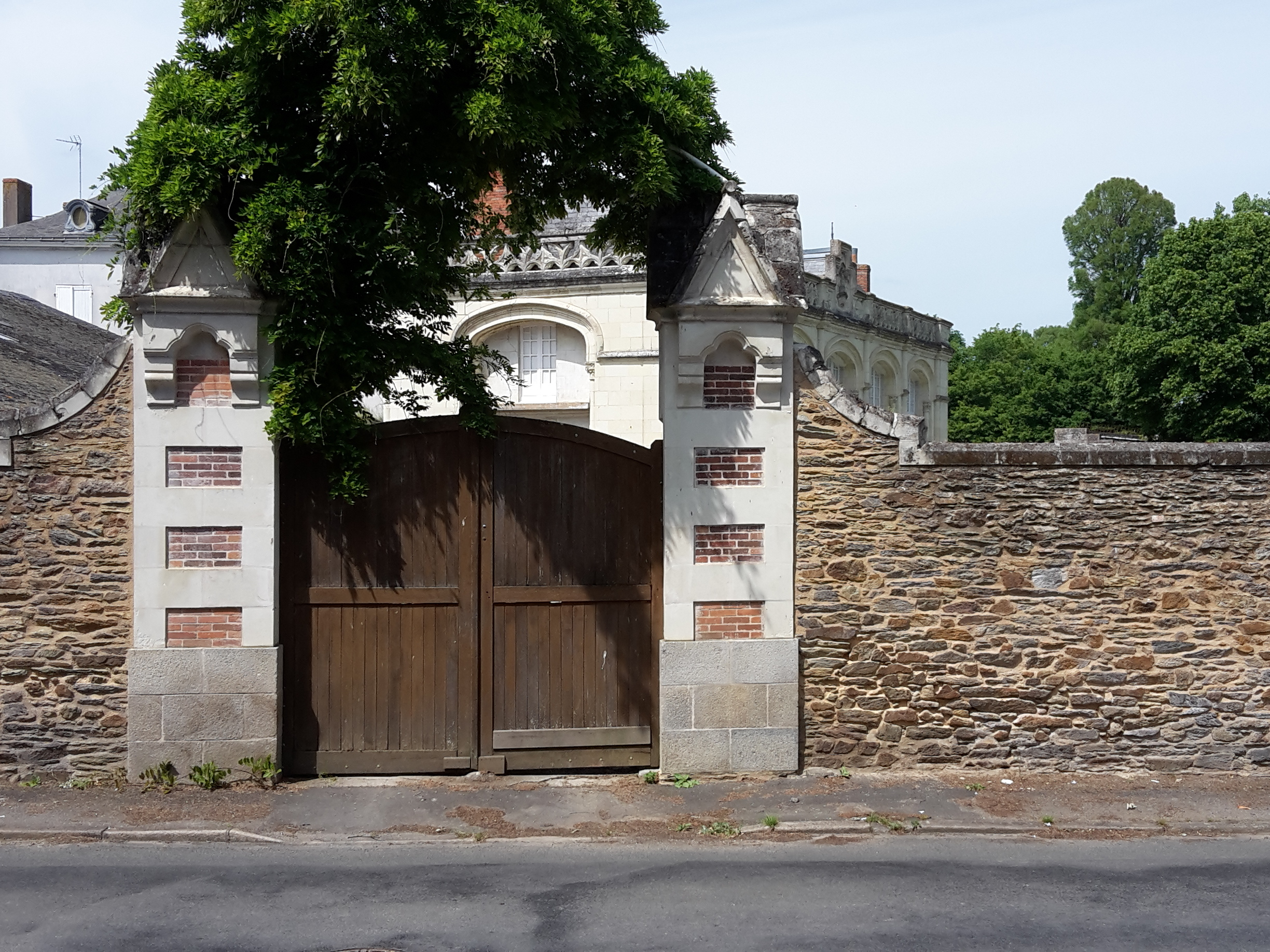
L'orangerie.
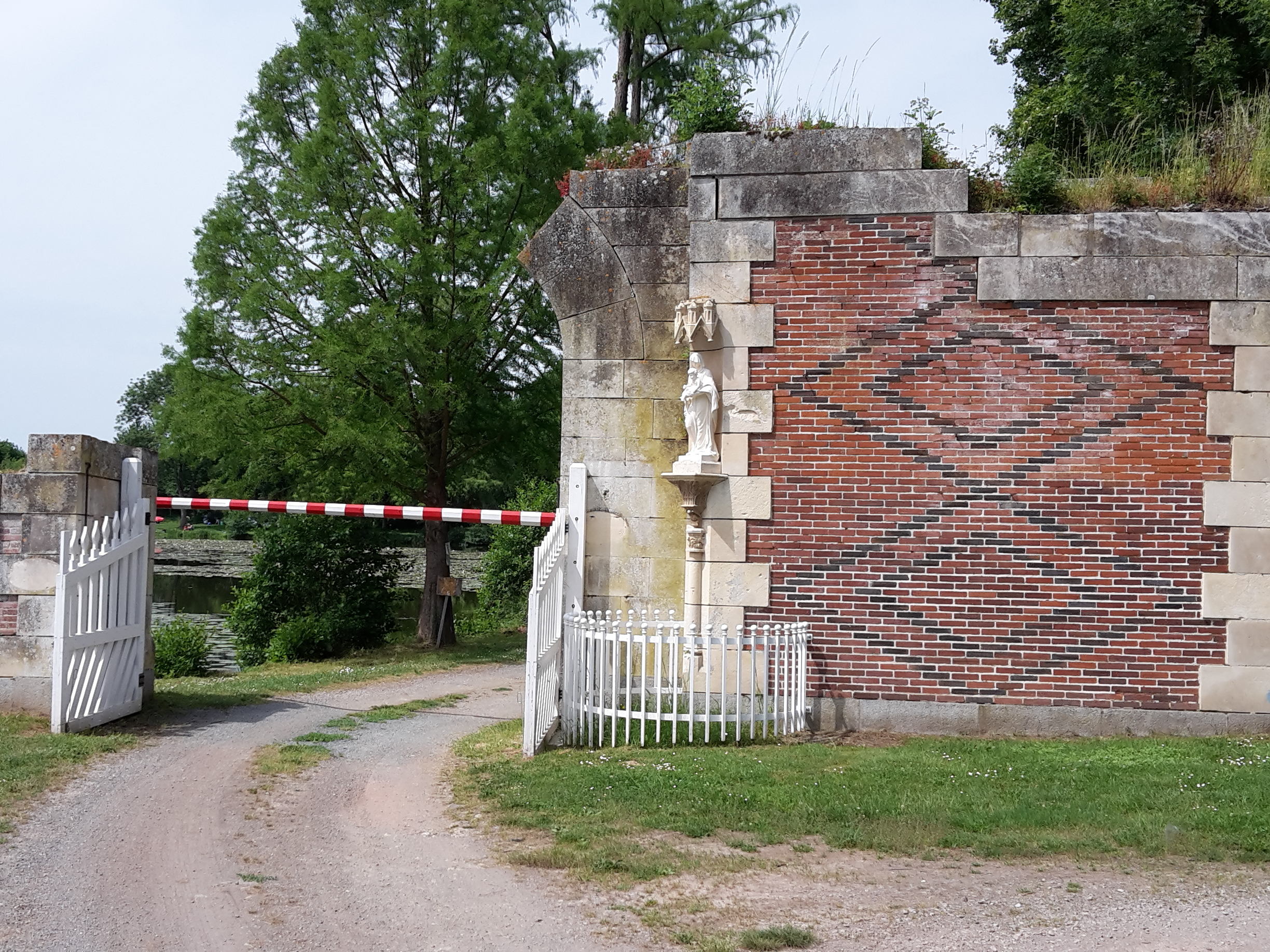
La ruine artificielle.
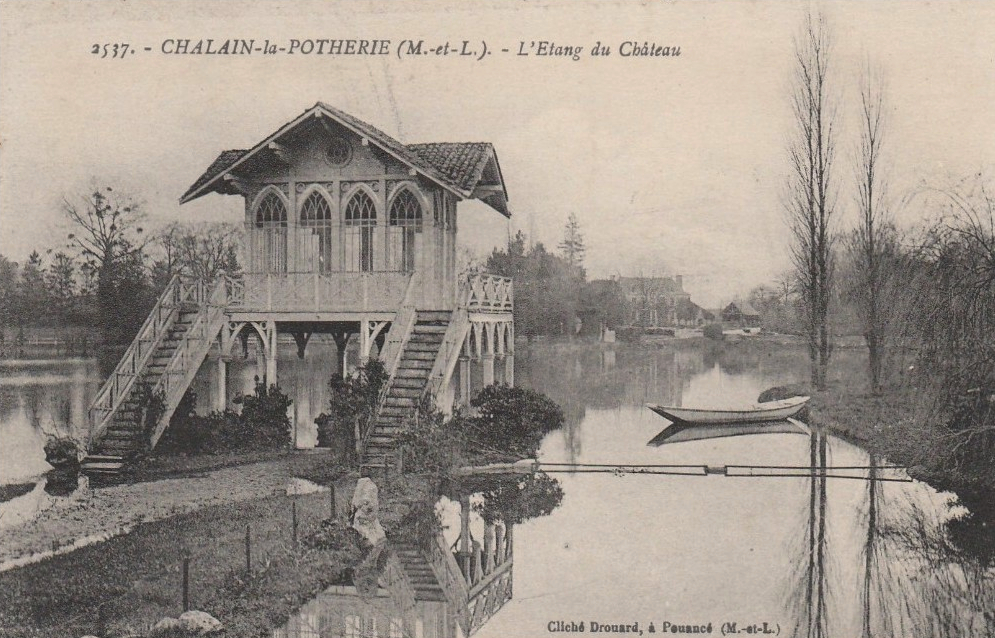
Le pavillon sur l'eau au début du XXe siècle.

### Dépendances

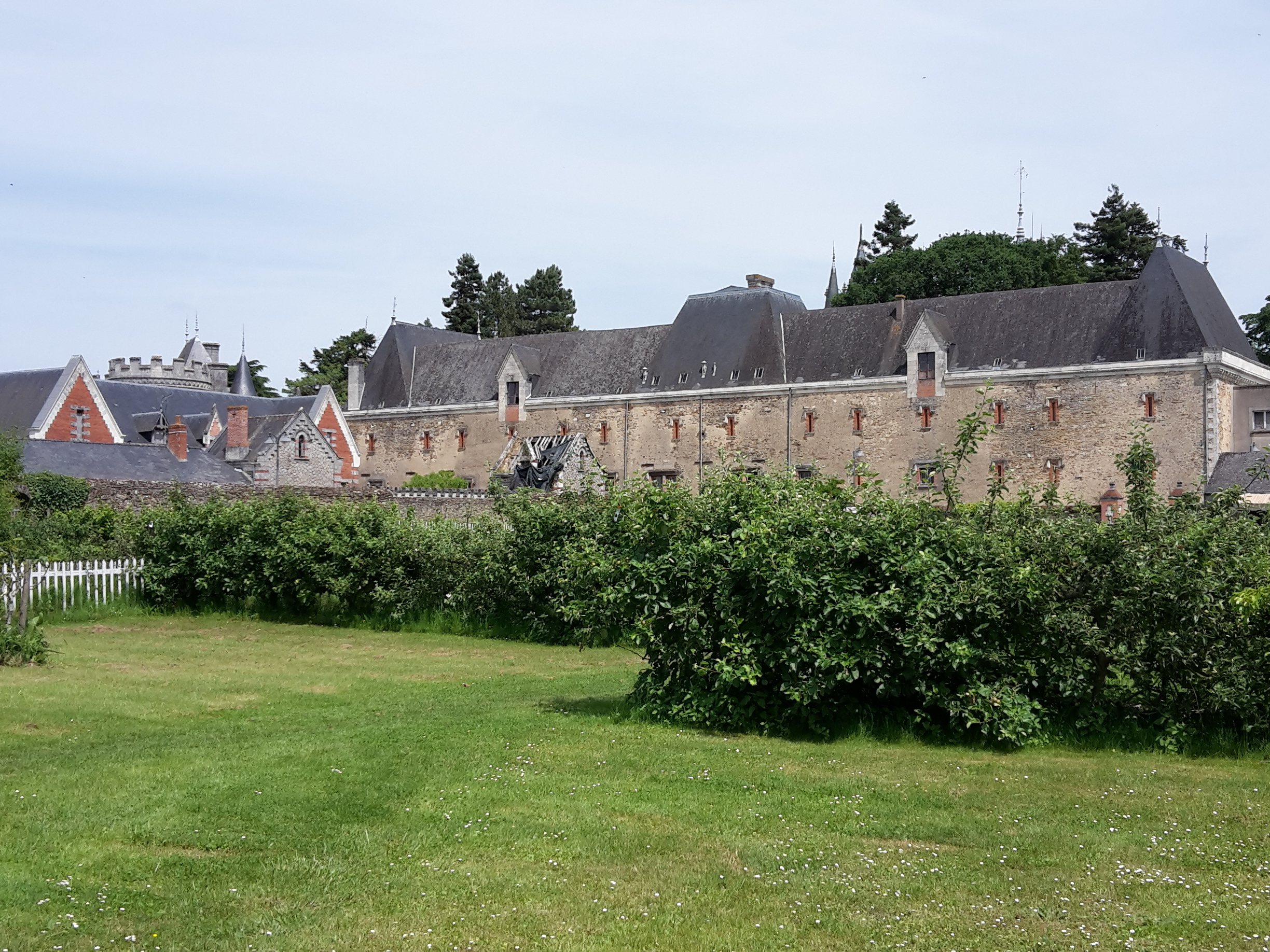
Le potager avec la ferme à gauche et le grand commun au fond.

Le grand commun du château a été édifié en 1859-1860, en remplacement des anciennes servitudes qui se trouvaient entre la porterie et le château. Il s'agit d'un très vaste bâtiment, regroupant sous le même toit logements de domestiques, écuries et remises. Suivant un schéma classique pour les domaines du XIXe siècle, il n'est pas construit dans le même style que le château. Au lieu du néo-gothique, il adopte un style Louis XIII caractérisé par un faux appareil créant des alignements de briques et de pierres sur les façades.
De l'autre côté de la route se trouvent la ferme du domaine, appelée la « Basse Cour », qui déploie le même style que le grand commun, et le jardin potager, qui comprend un petit logement pour les jardiniers. Le jardin potager, qui servait initialement à fournir le château en légumes, a été repris par une association en 2005. Grâce aux plans d'origine qui ont été conservés, le jardin a pu être restauré dans son aspect du XIXe siècle. Il suit un plan en croix d'Anjou, symbole de la région, et regroupe de nombreuses espèces anciennes et modernes.
Le château possède une orangerie et une serre, situées dans un jardin attenant au presbytère, de l'autre côté de la rue de l'Étang. Afin de ne pas les isoler du reste du parc, un souterrain a été construit sous la rue. Son entrée, située au sous-sol de la tour Monplaisir, a été condamnée. L'orangerie a été construite dans le style néo-gothique, peut-être d'après des plans de René Hodé. Malgré sa galerie à mouchettes et ses chapiteaux sculptés, l'édifice conserve une structure d'ensemble très néo-classique. Il est constitué d'un corps rectangulaire ouvert par des baies en arcs surbaissés.
La monumentale porterie d'entrée, qui copie les portes fortifiées médiévales, a été le dernier élément à être ajouté à la propriété. Elle a été achevée en 1882. Elle répond au désir très présent au XIXe siècle de matérialiser l'entrée du domaine.

## Pour approfondir

### Sources bibliographiques
- Guy Massin-Le Goff, Les châteaux néo-gothiques en Anjou, Paris, Nicolas Chaudin, 2007, 287 p. (ISBN 978-2-35039-032-1)

1. 1 2  p. 51.
2. ↑  p. 27.
3. ↑  p. 31.
4. ↑  p. 40.
5. ↑  p. 50.
6. 1 2  p. 52.
7. 1 2 3 4 5  p. 53.
8. 1 2 3 4 5  p. 190.
9. 1 2 3 4 5  p. 55.
10. ↑  p. 58.
11. ↑  p. 59.
12. ↑  p. 65.
13. ↑  p. 76.
14. ↑  p. 269.
15. 1 2 3 4 5 6  p. 54.
16. ↑  p. 64.
17. ↑  p. 61.
18. ↑  p. 66.
19. ↑  p. 199.
20. ↑  p. 200.
21. ↑  p. 26.
22. ↑  p. 184.
23. ↑  p. 181.
24. ↑  p. 191.
25. ↑  p. 198.
26. ↑  p. 242.
27. 1 2  p. 240.
28. ↑  p. 241.
29. 1 2  p. 236.
30. ↑  p. 239.
31. ↑  p. 237.

- Guy Massin-Le Goff, « Le néo-gothique civil en Anjou », 303, arts, recherches et créations, no 61,‎ 1er janvier 1999, p. 40-49

1. ↑  p. 41.
2. 1 2  p. 42.
3. ↑  p. 46.
4. ↑  p. 48.

- Christian Derouet, L'œuvre de René Hodé, 1840-1870 : architecture d'hier : grandes demeures angevines au XIXe siècle, Paris, Caisse nationale des monuments historiques et des sites, 1977, 32 p.

1. ↑  p. 3.
2. 1 2  p. 4.
3. 1 2  p. 6.
4. 1 2 3  p. 5.
5. 1 2  p. 21.
6. 1 2  p. 24.
7. 1 2  p. 14.
8. ↑  p. 16.
9. 1 2 3 4 5  p. 17.
10. ↑  p. 19.
11. 1 2  p. 7.
12. ↑  p. 8.

- Christian Cussonneau, Dossier de documentation, château de Challain-la-Potherie, Inventaire général du Patrimoine culturel des Pays de la Loire, 190 p. (lire en ligne)

1. 1 2 3 4 5 6 7 8 9 10 11 12 13  p. 2.
2. ↑  p. 167.
3. ↑  p. 168.
4. ↑  p. 34.
5. ↑  p. 172.
6. ↑  p. 175.

- Claire Steimer, Christian Cussonneau et Thierry Pelloquet, Le pays segréen : patrimoine d'un territoire (Maine-et-Loire - Pays de la Loire), Nantes, DRAC Pays de la Loire, coll. « Images du Patrimoine », 2009, 256 p. (ISBN 978-2-917895-02-3)

1. 1 2  p. 140.
2. ↑  p. 141.

- René de l'Esperonnière, Histoire de la baronnie et du canton de Candé, vol. 1, Angers, Lachèse, 1894, 783 p. (lire en ligne)

1. 1 2 3  p. 453.
2. 1 2  p. 416.
3. ↑  p. 432.
4. ↑  p. 437.
5. ↑  p. 442.
6. ↑  p. 447.
7. 1 2 3  p. 452.

### Autres références
1. ↑  Carte du gouvernement de Bretagne, Robert de Vaugondy, 1768.
2. 1 2  Le château en France, Berger-Levrault, 1995 (ISBN 270130668X), p. 371.
3. 1 2 3  (en) John Bordsen, « Foreign Correspondence: Want to stay in a chateau? She owns one in France », Charlotte Observer, 17 avril 2015 (consulté le 25 janvier 2019).
4. 1 2 3 4 5 6  « Le château de Challain »(Archive.org • Wikiwix • Archive.is • Google • Que faire ?), communauté de communes du canton de Candé (consulté le 13 juin 2015).
5. 1 2  André Sarazin, Supplément au dictionnaire historique, géographique et biographique de Maine-et-Loire de Célestin Port, vol. 1, Mayenne, éd. régionales de l'Ouest, 2004, p. 211.
6. ↑  « Rapport fait au nom de la commission d'enquête sur la situation financière, patrimoniale et fiscale des sectes, ainsi que sur leurs activités économiques et leurs relations avec les milieux économiques et financiers », Assemblée nationale, 10 juin 1999 (consulté le 5 juin 2017).
7. ↑  « L'argent caché des sectes » , L'Express, 19 septembre 1996 (consulté le 6 juin 2017).
8. 1 2  « Patrimoine à Challain. "En trois jours, nous avions acheté le château" », Ouest-France, 4 septembre 2015 (consulté le 5 juin 2017).
9. ↑  « Château », notice no PA00109006, sur la plateforme ouverte du patrimoine, base Mérimée, ministère français de la Culture.
10. ↑  « Château », notice no PA49000100, sur la plateforme ouverte du patrimoine, base Mérimée, ministère français de la Culture.
11. ↑  Guy Massin-Le Goff, « Châteaux et grandes demeures néo-gothiques en Anjou », Sociétés & Représentations, no 20,‎ 2005, p. 134.
12. ↑  « Château de Challain-la-Potherie », office de tourisme de Maine-et-Loire (consulté le 21 janvier 2019).
13. ↑  Babelon 1995, p. 376.
14. 1 2 3  François Loyer, Le siècle de l’industrie. 1789-1914, Genève, Skira, 1983 (ISBN 2605000249), p. 56.
15. 1 2  Loyer 1983, p. 57.
16. 1 2  Babelon 1995, p. 377.
17. ↑  « Paul Mazaroz », Marc Maison (consulté le 13 juin 2017).
18. ↑  « Moulins », notice no IA49001617, sur la plateforme ouverte du patrimoine, base Mérimée, ministère français de la Culture.
19. ↑  « Le potager du château (1 ha) », Comité des parcs et jardins de France (consulté le 25 janvier 2019).